# クレタ島の歴史
本項では、クレタ島における人類の歴史について解説する。

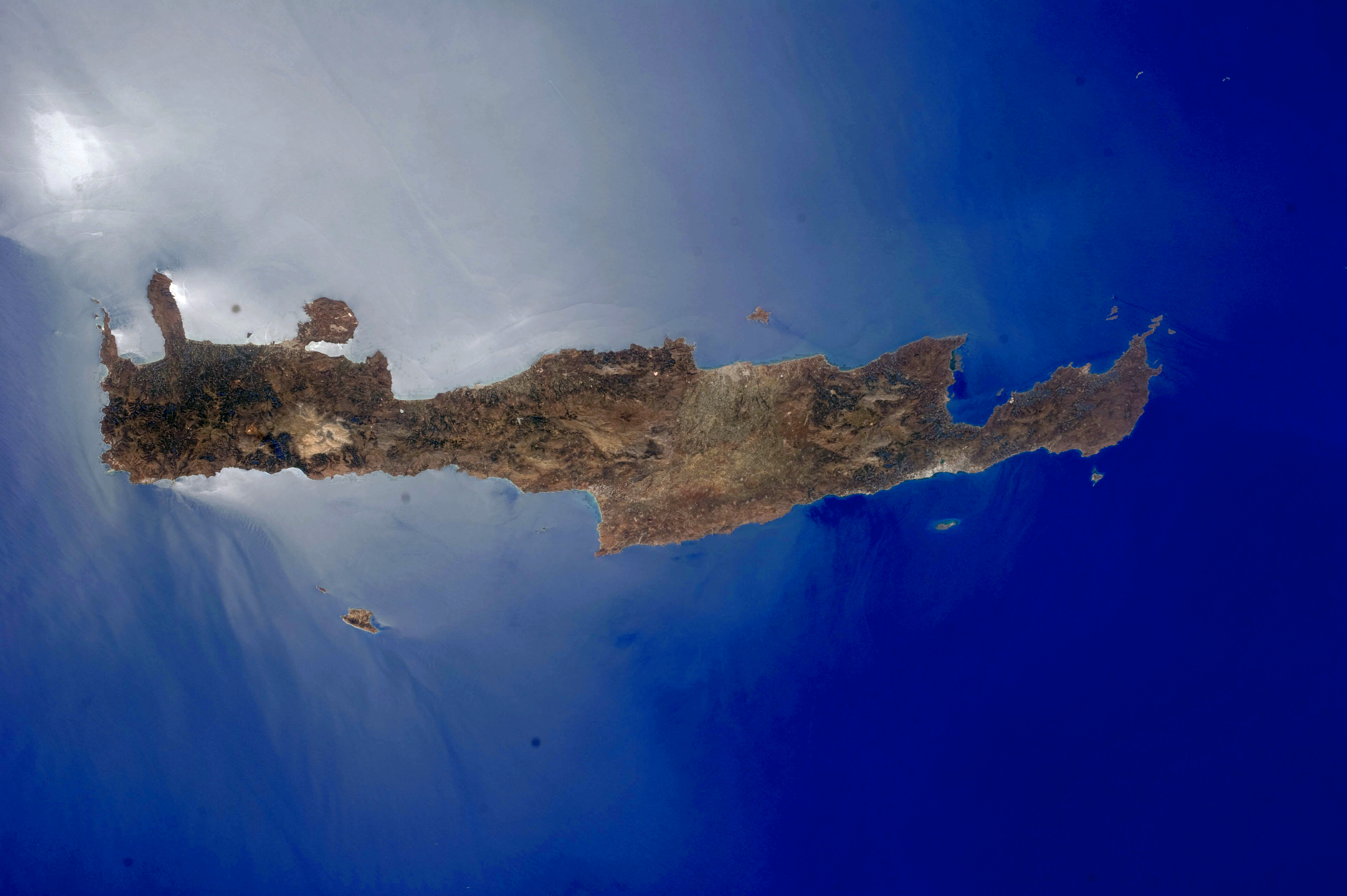
クレタ島の衛星写真

現代のギリシア共和国におけるクレタ島の位置

## 概要
クレタ島は東地中海に位置し、エーゲ海と他の海域を隔てている島である。島は面積8,336平方キロメートル、東西260キロメートル、南北は最も長い場所で60キロメートル、東地中海の島としてはキプロス島に次ぐ大きさを持つ。
クレタ島には少なくとも新石器時代には人類が居住し、紀元前3千年紀から紀元前2千年紀かけてはミノア文明が栄えた。古代ギリシア時代には辺境ではあるものの「100の都市を持つ」と謳われるほど多くのポリスがクレタ島内に形成され、ヘレニズム時代には傭兵と海賊の島として広く知られた。
前1世紀にローマの支配下に入ると、クレタ・キュレナイカ属州に組み込まれ、幾度かの行政改革を経て単独の属州となった。ローマ時代に聖パウロとその弟子聖ティトゥスによる伝道を通じてキリスト教が伝搬し、ゆっくりと島内に浸透した。
ローマ帝国の最後の東西分裂以後、クレタ島は東ローマ帝国（ビザンツ帝国）の管轄となり、その支配は9世紀まで続いた。820年代、アンダルス（イベリア半島）から到来したアラブ人たちがクレタ島を征服し（イスラーム期のクレタ）、この島を拠点にビザンツ帝国領へ活発な海賊活動を行った。ビザンツ帝国は長期にわたり繰り返しクレタ島の再征服を試み、最終的に961年にニケフォロス・フォカスの指揮する軍がこれを成功させた。
クレタ島がビザンツ帝国領に復帰した後、エーゲ海域ではヴェネツィアやジェノヴァのようなイタリアの都市国家が商圏と軍事的優位を拡大していった。そして1204年、第4回十字軍がビザンツ帝国の首都コンスタンティノープルを制圧すると、その後のビザンツ帝国領分割においてクレタ島はヴェネツィアの支配下に入った（ヴェネツィア領クレタ）。クレタ島はキュプロス島と並ぶヴェネツィアの東地中海の拠点となり、多数のヴェネツィア人がクレタ島へ移住した。一方でヴェネツィア時代のクレタ島では現地のギリシア人が盛んに反乱を起こし、ヴェネツィア人はこれへの対処に追われた。
ヴェネツィアの支配は17世紀まで続いたが、オスマン帝国が地中海で勢力を拡張すると、クレタ島の支配を巡って長期に渡るクレタ戦争 (1645年-1669年)が戦われ、最終的にクレタ島はオスマン帝国の支配下に入った（オスマン帝国領クレタ）。オスマン帝国支配下ではイスラームが普及したが、ムスリムとキリスト教徒の人口比は変動が激しく、19世紀後半にはキリスト教徒（正教会）が多数派であった。
19世紀に入りヨーロッパ列強が強大化する一方、オスマン帝国が弱体化すると、クレタ島の領有を巡って繰り返し紛争が起こった。この時期クレタ島の領有を目指したのはオスマン帝国、独立したばかりのギリシア王国、そして名目的にはオスマン帝国の臣下でありつつ事実上独立していたエジプトのムハンマド・アリー朝である。この争いは20世紀初頭にギリシアによる領有が確定した。
第一次世界大戦後のトルコ共和国の成立に際して、ギリシアとトルコの間で住民交換（キリスト教徒はギリシアへ、ムスリムはトルコへ移住）が行われると、クレタ島内のムスリムコミュニティは消滅した。
以降、第二次世界大戦中にナチス・ドイツによって一時占領されたものの、この島はギリシア共和国の一部として現在に至っている。

## 先史時代
クレタ島には古い時代から人類が居住しており、その居住は130,000年前にまで遡るという報告も出されている。しかし、現在のところその確実な居住は新石器時代のことであり、アナトリアからの移住者たちの入植に端を発すると考えられている。クレタ島の新石器時代の期間がどの程度の長さだったかについて統一された見解は無いが、クノッソスの宮殿遺跡が発見されたことで名高いケファラの丘では前6,000年頃まで遡ることが可能な、分厚い新石器時代の文化層が確認されている。最初期のクレタ島の住民は洞窟や木の枝と粘土で作った簡単な小屋に居住していた。小屋には敷石で床が作られており、この床だけが当時の住居位置を特定するための手がかりである。生活の基盤は狩猟・漁労・採集に置かれ、蛇紋岩や赤鉄鉱、黒曜石で作った石器を用い、陶器も用いていた。当時周辺地域との関係は限定的であり、新石器時代のクレタ島の発展は孤立し停滞的であったと考えられている。その後、2008年の調査で、地中海を往来していた海洋民族が使っていたと思われる1万1000年前に作成された約13cmの小型の石器が発見されており、17万5000年前までの間初期人類が使用してきた斧と酷似しており、約100万年間技術が受け継がれてきたことなる。つまり、500万年前から海に囲われてきたクレタ島に、ボートや簡素な筏も作れないと思われていた初期人類が上陸し、石器の技術を伝えたということであり、研究が進められている。

## 青銅器時代
クレタ島の青銅器時代の文化は伝説の王ミノスにちなみ、ミノア文明またはミノア文化と呼ばれている。この文化はクノッソスに代表される大宮殿遺構によって特徴づけられ、宮殿の登場以前から建設と再建、そして宮殿の破壊と放棄によって前宮殿時代から後宮殿時代までの時代区分が行われている。また、土器の様式の変化を用いた区分も用いられている。これは青銅器時代を初期ミノア・中期ミノア・後期ミノアの3期に分けるもので、それぞれは更に細分されている。この二つの編年大系は現在でも併用されており、両者の対応は表に記した通りである。それぞれの時代の絶対年代をどのように想定するかについては諸説あり、有力な絶対年代の割り当てには、最初期の発掘を主導したイギリス人アーサー・エヴァンズ以来発展してきた低編年と呼ばれる説と、主にサントリーニ島の大噴火時期の研究によって低編年を修正した高編年と呼ばれる説がある。いずれを用いるかについて学者の間で統一した見解は確立されておらず、研究動向は流動的となっている。
| 低編年                    | 高編年                                                       | 土器による編年               | 宮殿による区分             |
| ------------------------- | ------------------------------------------------------------ | ---------------------------- | -------------------------- |
| 前3650/3500-前3000/2900頃 | 前3700/3650-前3100/3000頃                                    | 初期ミノアI期（EMI）         | 前宮殿時代                 |
| 前2900-前2300/2150頃      | 前2650-前2450/2350頃（A期） 前2450/2350-前2200/2150頃（B期） | 初期ミノアII期（EMII）       | 前宮殿時代                 |
| 前2300/2150-前2160-2025頃 | 前2200/2150-前2050-2000頃                                    | 初期ミノアIII期（EMIII）     | 前宮殿時代                 |
| 前2160/1979-前19世紀頃    | 前2050/2000-前1925/1900頃                                    | 中期ミノアIA期（MMIA）       | 前宮殿時代                 |
| 前19世紀頃                | 前1925/1900頃-前1900/1875±頃                                 | 中期ミノアIB期（MMIB）       | 古宮殿時代 （第1宮殿時代） |
| 前19世紀頃-前1700/1650頃  | 前1900/1875年-前1750/1720頃                                  | 中期ミノアII期（MMII）       | 古宮殿時代 （第1宮殿時代） |
| 前1700/1650-前1640/1630頃 | 前1750/1720-前1700/1680頃                                    | 中期ミノアIIIA期（MMIIIA）   | 新宮殿時代 （第2宮殿時代） |
| 前1640/1630-前1600頃      | 前1700/1680-前1675/1650頃                                    | 中期ミノアIIIB期（MMIIIB）   | 新宮殿時代 （第2宮殿時代） |
| 前1600/1580-前1480±頃     | 前1675/1650-前1600/1550頃                                    | 後期ミノアIA期（LMIA）       | 新宮殿時代 （第2宮殿時代） |
| 前1480±-前1425頃          | 前1600/1550-前1490/1470頃                                    | 後期ミノアIB期（LMIB）       | 新宮殿時代 （第2宮殿時代） |
| 前1425-前1390頃           | 前1490/1470-前1435/1405頃                                    | 後期ミノアII期（LMII）       | 後宮殿時代 （第3宮殿時代） |
| 前1390-前1370/1360頃      | 前1435/1405-前1390/1370頃                                    | 後期ミノアIIIA1期（LMIIIA1） | 後宮殿時代 （第3宮殿時代） |
| 前1370/1360-前1340/1330頃 | 前1390/1370-前1360/1325頃                                    | 後期ミノアIIIA2期（LMIIIA2） | 後宮殿時代 （第3宮殿時代） |
| 前1340/1330-前1190±頃     | 前1360/1325前-前1200/1190頃                                  | 後期ミノアIIIB期（LMIIIB）   | 後宮殿時代 （第3宮殿時代） |
| 前1190±-前1070±頃         | 前1200/1190-                                                 | 後期ミノアIIIC期（LMIIIC）   | 後宮殿時代 （第3宮殿時代） |

### ミノア文明

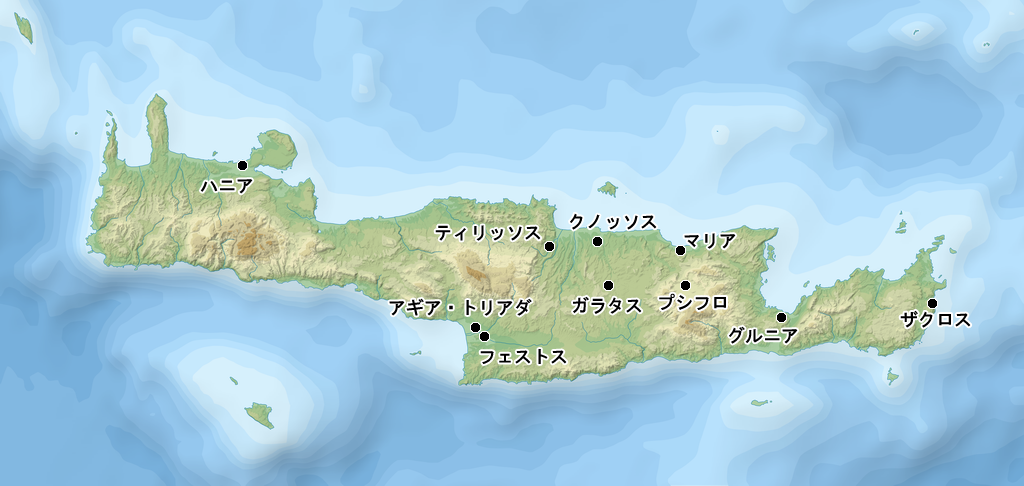
ミノア文明時代の主要な遺跡。地名は現代の物。

クレタ島の青銅器時代はギリシア本土やキュクラデス諸島の青銅器時代と並行しているが、その文化は独立した道を歩んでいる。ギリシア本土や島々で多数発見されるソースボート型土器はクレタ島ではほとんど発見されず、クレタ島で多数見つかるティーポット型土器がクレタ島以外の場所で見つかることも滅多にない。前宮殿時代には海岸沿いの高台などに多くの集落が営まれた。集落の形態に計画性は無く、人々は数世代にわたり用いられた共同墓に葬られた。
前2000年頃に入るとクレタ島の青銅器文化は特筆すべき発展を遂げた。この時期にクレタ島各地に大型の宮殿が登場し始める（古宮殿）。ミノア文明の宮殿はその規模もさることながら、規格化されたプランに特徴がある。現在発見されている宮殿遺構はクノッソス、フェストス、マリア、ザクロスの4か所と、1990年代にあらたに発見されたガラタスであり、いずれも基本的に同一の構造を持っている。これは当時のクレタ島の人間社会の組織化が進んだことを明確に表しており、膨大な労働力の投入を可能とする階層分化（上に立ったのは、強力な権力を持った王と言うよりは神官団などの役人の集団ではないかとも考えられるが）や政治的統合が進展したものと見られる。宮殿は同時に工房や倉庫でもあり、物資の搬入・搬出を管理する会計の必要によって文字システムが構築された。最も原初的な形態の絵文字は、古代エジプトのヒエログリフに似ていることから、ヒエログリフィク（ヒエログリフ式の）と呼ばれており、ここから線文字Aと呼ばれる文字体系が発達した。これはまだ未解読であるが、会計に使用されたと推定することができ、ギリシア世界で初めての文字体系である。その成立の時期は中期ミノア時代以降であり、前18世紀頃に成立したと見られる。

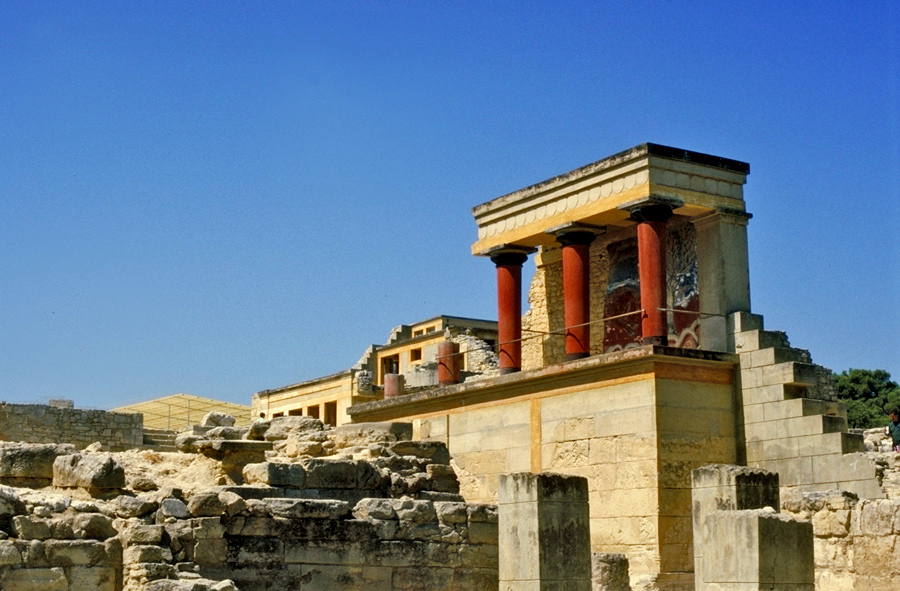
部分的に復元されたクノッソスの宮殿と壁画

各地の宮殿は中期ミノアII期の末に一斉に崩壊した。この原因は恐らく地震であると見られ、その後に元々の宮殿を更に拡張した新たな宮殿（新宮殿）が再建された。この新宮殿時代にミノア文明はその絶頂期を迎え、拡大した宮殿の周囲には現代の学者によってヴィラと呼ばれている独立家屋が作られ、グルニアやコモス、パレカストロでは大型の港湾都市が形成された。ミノア文明の影響はケア島やミロス島、サントリーニ島のような周辺の島々にもおよび、サントリーニ島の遺跡アクロティリからは火山で埋没した当時のフレスコ画が発見され、その描写から往時のミノア文明の交易範囲がエジプトまで広がっていたことをよみとることができる。エジプトにおいても第15王朝（ヒュクソス）時代の首都であったアヴァリスの遺跡（テル・アル・ダバア）では、クノッソスなどの遺跡に特徴的な「牛飛び」を描いたフレスコ画が発見されており、パレスチナでも同種のフレスコ画が見つかっている。新王国時代のエジプトの貴族の墓には、ファラオに朝貢するクレタ人（ケフティウ）の姿も描かれており、これらは当時クレタ島のミノア文明を担っていた人々が東地中海各地と交流を持っていたことを示す。
栄華を誇ったミノア文明は、後期ミノアIB期（LMIB）の末に主要都市の多くが崩壊して断絶した。例外的にクノッソスは宮殿の機能が維持され続けたが、その文化はミノア伝来の物から、新たにギリシア本土からもたらされたミケーネ文化（ミュケナイ）の影響が強く見られるものへと変容している。この青銅器時代半ばのミノア文明の衰退と崩壊の原因は多種多様に論じられているが未だ明らかではない。概ねそれは自然災害と外敵の侵入のいずれかに帰せられているが、クレタ島におけるミケーネ文化の普及から、ミケーネ文化の中心地であったギリシア本土からの侵略を想定するのが一般的である。

### ミケーネ文明と「暗黒時代」
ミノア文明の衰亡と入れ替わるようにミケーネ文化がクレタ島に普及して行く。青銅器時代のギリシア本土は人口の減少と文化的低迷に陥っていたが、前1650年頃になるとミケーネ（ミュケナイ）で豪華な副葬品を伴った竪穴墓が作られるようになる。これはミケーネ遺跡の名前から取って、一般的にミケーネ文明、あるいはミケーネ文化と呼ばれており、クレタ島のミノア文明から多大な影響を受けていた事がわかっている。ただしミケーネ文明の遺物には各種の武器が数多く含まれておりミノア文明のそれに比べて軍事的性格の濃厚なものが多い。この文明で発達した線文字Bは、字形などからミノア文明で発明された線文字Aから影響を受けていることが確実である。
この頃にフェストス、アヤ・トリアダ、ティリッソスの宮殿は相次いで火災にあい、最大の都市クノッソスの宮殿も後期ミノアIIIA期（LMIIIA）の初めに破壊されてしまう（大崩壊）。ミケーネ時代のクレタ島は、ギリシア本土に付属する辺境と化したが、崩壊したクノッソスにはその後も部分的に再定住が行われ居住が続いていたことがわかっており、またミノア文化からミケーネ文化への移り変わりも断絶ではなく連続的であったことが知られている。ミケーネ時代のクノッソスの宮殿遺構はギリシア本土のピュロスと並び、多数の線文字B粘土板文書が発見されている遺跡であり、クノッソスの王（ワナックス、wanax）は戦車（チャリオット）を400台以上所有していたことが収蔵品目録によってわかる。
ギリシア本土で繁栄したミケーネ文明は、前1200年頃に崩壊を迎える。ミケーネ文明の崩壊は当時西アジアから東地中海で発生していた大規模な社会変動の一環であり、各地の都市、国家が相次いで破壊・放棄され、前1200年のカタストロフとも呼ばれる。具体的に何が起こったのかは明白ではない。はっきりしていることは前1225年頃から前1190年頃にかけて、コリントス地方、ラコニア地方、メッセニア地方、ボイオティア地方など、ギリシア本土の多くの地域で激しい破壊の嵐が吹き荒れたことである。線文字Bの記録体系も失われ、ギリシアは非文字社会へと戻ってしまっている。かつてはドーリス人の侵入や、エジプトの記録に登場する海の民にその原因を求める説が有力であり、確かに後のクレタ島にはドーリス系の人々が居住していたが、考古学的調査はこれを裏付けてはいない。文字記録が失われ、考古学的痕跡も希薄になり情報が得られなくなることから、前1200年から前750年頃までの時代はギリシア史では伝統的に「暗黒時代」とも呼ばれている。近年では文化的な「断絶」よりミケーネ時代の文化との継続的要素が指摘されるなどし、この呼称は見直されつつあるが、それでもこの時代は学術的な分水嶺を為している。
クレタ島のクノッソスではこの時代には安定的な集落が構築されており、前1200年のカタストロフの時期からの文化的変容も連続的であったことが知られている。むしろクノッソスの状況が把握できなくなるのは前7世紀末から前6世紀にかけてのことであり、この時代にはクノッソス自体が一時滅亡した可能性もある。

## 古典古代

### ホメロスの世界から古典期へ
古代ギリシアの伝説では、大神ゼウスによって生み出された王ミノス（ミーノース）がクレタ島の王としてクノッソスに君臨していたという。ギリシアの歴史家トゥキュディデスやヘロドトスはミノスこそが海軍を初めて保有した人物であり、ギリシアの海を支配したという伝説を伝えている。そして、ホメロスの叙事詩『イリアス』では、ミノスの息子デウカリオン（デウカリオーン）の子、イドメネウス（イードメネウス）がクレタの民を率いてトロイア戦争に参加し、トロイア勢と戦ったという。ミノスにまつわる伝説に史実性を見出すことは無論困難であり、既にヘロドトスはミノス王を伝説の時代の人物としてその事績を「人間の世代」の王の事績とは区別している。しかし、このような伝説におけるクレタ島への言及は、古典期以前のクレタ島のイメージを端的に伝えてもいる。ホメロスによってクレタ島に付されている「hekatompolis、百のポリス（都市）のある」という枕詞は、多数の小規模ポリスが林立する島としての古典古代のクレタ島のイメージを現代に至るまで形作っている。後期ミノアIII期には実際にクノッソスの支配下にあった100を超える地名が線文字Bの記録から検出される。ただし前古典期以降に確認される実際のポリスの数は、他ポリスの支配下にある「従属ポリス」を含めて57である。
前8世紀初め頃から、ギリシアではポリスと呼ばれる国家が各地で形成され始めた。上記の通りクレタ島でも多数のポリスが成立したが、ギリシア本土におけるアテナイやスパルタのような、帝国的な発展を示すものは現れず、クレタ島はギリシア世界全体の中では辺境の地位に留まった。ペルシア戦争（前499年-前449年）やペロポネソス戦争（前431年-前401年）のようなギリシア世界全体を揺るがす大戦争においても、クレタ島の諸ポリスは積極的な役割を果たしていない。
しかし、アテナイやスパルタのような最大級のポリスには及ばないものの、古典期以降のクレタ島のポリスの中には、コリントスやシキュオン、アイギナのような本土の有力ポリスに匹敵するポリス、例えばクノッソスやゴルテュンなどが存在していた。具体的な政治史の情報は乏しいが、プラトンやアリストテレスのような学者が、主に社会や法律についての論述においてクレタ島の制度に触れていることから、なおクレタ島がギリシア世界において一定の注目を集める存在であったことがわかる。
面積が広いクレタ島では地域差が大きく、その実態は一様ではなかったと考えられるが、当時のクレタ社会・法律は一般にドーリス系ギリシア人のポリスであるスパルタ（ラケダイモン）の社会制度との類似性が古くから指摘されてきた。スパルタでは市民階級たるスパルティアタイがペリオイコイとヘイロータイ（ヘロット）と呼ばれる従属民を支配した。ペリオイコイはスパルタに対して従属するが自治権を認められた集団（従属ポリス）であり、ヘイロータイは原則的に奴隷的立場にある人々である。クレタ島ではヘイロータイに相当する言葉としてクラーロータイ（klārōtai）が使用されていたという。
こうした社会制度・法律に言及する古典古代の著作の言及と、諸ポリスが残した多数の同時代の碑文が残されていることから、現代の学者たちも古代ギリシア世界の社会・法律を考察するにあたってクレタ島に注目している。例えばゴルテュンで発見された「ゴルテュンの法典」と通称される碑文は親族・相続等に関する規定を豊富に含み、古代ギリシアにおける家族・相続・女性などについての研究においてアテナイの法廷演説などと共に第一級の史料を現代に提供している。

### ヘレニズム時代
ギリシア本土ではアテナイ、スパルタ、テーバイなどのポリスが覇権を争った後、北方のマケドニア王国がピリッポス2世（在位：前359年-前336年）の下で、前338年にカイロネイアの戦いでアテナイとテーバイを中心とするギリシア連合軍を撃破し、同年冬にコリントス同盟を結成させて全ギリシアの覇権を握った。続くアレクサンドロス3世（大王、在位：前336年-前323年）はハカーマニシュ朝（アケメネス朝）を滅ぼし（前330年）その遺領を手中に収めたが、間もなくバビロンで死去した。その後、アレクサンドロス3世麾下の将軍たちはその後継者（ディアドコイ）として争い（ディアドコイ戦争）、やがてマケドニア・ギリシアではアンティゴノス朝が、エジプトではプトレマイオス朝が、そしてシリアからより東方にかけてはセレウコス朝がそれぞれ支配権を確立した。
クレタ島の社会は、前3世紀に入ると大きな変動に晒されることになった。その要因の1つは貨幣経済の浸透と一部の市民への土地所有の集中によって、クレタ島の諸ポリスにおける市民内で拡大した経済格差と、その結果誘起された社会的緊張の増大である。古代の歴史家ポリュビオスはクレタにおける拝金主義的風潮とそれによる社会不安に極めて批判的な記述を残しており、彼が語った当時のクレタ島の状況は相当程度信憑性があることは現代の学者達によっても概ね合意されている。クレタ島内部における市民間の対立と緊張は、内部紛争による人口の流出という形で当時の史料に現れている。
当時のクレタ島では「クレタ諸都市の議会」となることを目指したコイノン（同盟）が成立していたが、完全な政治的統合体として機能することはなかった。クノッソス、ゴルテュン、キュドニアなどが有力なポリスとして勢力を振るった。特に強力であったクノッソスはゴルテュンと結んで前3世紀後半に一時クレタ島のほとんどを勢力下に収め、前222年にはクノッソスが主導権を握るコイノン（同盟）が形成された。クノッソスは唯一服属を拒んだリュットスに戦争（リュットス戦争、前221年-前219年）を仕掛けたが、その最中に支配下にあった各都市が離反し、ゴルテュンでも内部分裂が発生したと伝わる。最終的に島全体を統合するような勢力は確立されなかった。また、クレタ島のイタノスはエジプトのプトレマイオス朝によって前3世紀半ばから前96年まで保有されていた。
このような状況が、クレタ島における傭兵事業と海賊の発達を促したと考えられ、この時代のクレタ島は傭兵と海賊によってその名を知られている。クレタ島出身の傭兵は弓兵として名高く、既にクセノポンやトゥキュディデスによって前5世紀から前4世紀にかけて彼らが各国の軍に参加していたことが記録に残されているが、その規模は小さい。クレタ傭兵の活動が本格化するのは前3世紀であり、ディアドコイ戦争が一段落した前280年頃から目立って史料中に登場するようになる。ヘレニズム時代の各国の王はクレタの傭兵を確保するために盛んにクレタに接触し、クレタ側の諸ポリスでは同盟軍の派遣という体裁ではあるものの都市を挙げて傭兵を組織し派遣した。この背景には経済的に困窮した市民や反体制的になりがちであった若者たちの存在があり、傭兵業務はそれを通じて彼らに収入源と立身の機会を与え、社会的圧力を緩和することを目指して政策的に遂行されたことがクレタ島出身の傭兵の大幅増加につながった。またこうした傭兵の派遣を通じて大国の歓心を買い、島内におけるポリス間の戦いを有利に進める意図もあったと見られる。
上記のような状況と慢性的な島内の戦争がもたらした今一つの現象は海賊行為の横行である。クレタ島内の社会不安を通じて俄かに人が流入して海賊活動が活発化した。東地中海の中央に位置し十分な面積と起伏に富んだ海岸を持つクレタ島は海賊行為の絶好の拠点となり、各地から奴隷商人も集まった。各国はクレタ島の海賊への対応に苦慮し、拉致された捕虜の買戻しを行うための連絡員をクレタ島に置き、またクレタ島のポリスに市民の安全を求めて交渉せねばならなかった。エーゲ海で最も有力な商業国家であったロドスは地中海各地の国々にクレタの海賊の追放を求めて多大な努力を払った。しかしクレタ島の海賊行為が一時的にでも終息するのはローマの覇権が地中海を覆った後のことである。

### ローマによる征服

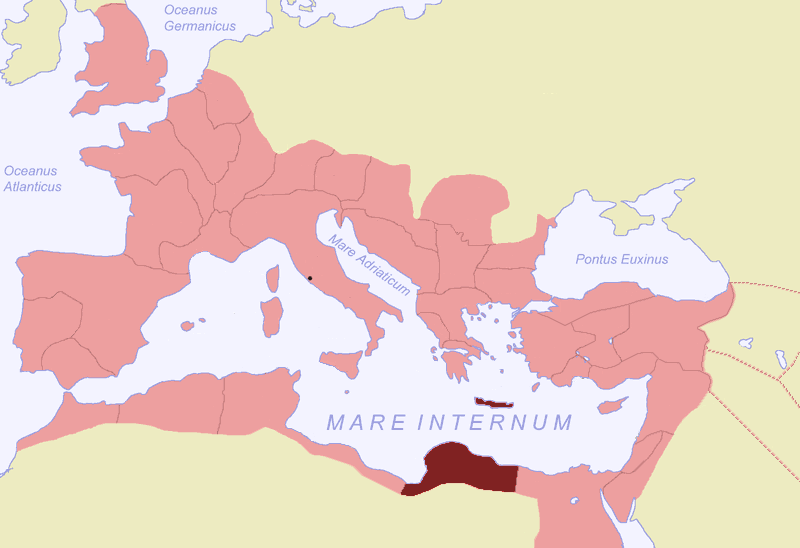
クレタ・キュレナイカ属州

前2世紀になるとローマが東地中海全域に覇権を及ぼすようになっていき、ローマは東地中海の海賊を討伐するようになった。特にポントス王国の王ミトリダテス6世との間に第三次ミトリダテス戦争（前75年-前65年）が勃発すると、クレタ島の海賊はミトリダテス6世と奴隷反乱の指導者スパルタクスなどの反ローマ勢力の橋渡しをしようとしたため、この島の制圧はローマにとっての関心事となった。
前74年、ローマの元老院は海賊討伐のため、マルクス・アントニウスに「無制限の命令権（imperium infinitum）」を付与した。彼は前71年にクレタ島への攻撃を決定したが、このローマの遠征は手痛い敗北に終わった。海賊に完敗を喫したマルクス・アントニウスはやむなく講和条約を結んだが、その屈辱的な内容のために元老院はこれを承認しなかった。彼は捕虜となり、その後病死した。ローマ人たちは彼の無能を嘲り、皮肉を込めてクレティクス（クレタ征服者）の渾名をつけた。
結局ローマ人はミトリダテス6世をアルメニアに追いやった後、改めてクレタ島の問題に取り掛かった。ローマは前68年にクレタ人にマルクス・アントニウス・クレティクスに歯向かった人物の引き渡し、捕虜の返還、300人の人質の供出、銀400タラントを要求した。クレタ人がこれを拒否すると、元老院はクィントゥス・カエキリウス・メテッルス・クレティクスにクレタ島の征服を命じた。メテッルスは都市を1つ1つ攻略するとともに、クレタ人に対して苛烈な対応を行った。このためにクレタ側はメテッルスとの講和を躊躇し、より寛大な条件を求めて別のローマの有力者グナエウス・ポンペイウスに降伏を打診した。ポンペイウスは提案に乗り気であり、メテッルスの行動を制止したが、メテッルスは攻撃を続行した。結局前63年にクレタ人はメテッルスに降伏し、クレタ島はキュレナイカと共にクレタ・キュレナイカ属州としてローマ領に組み込まれた。
キケロによればクレタ島がキュレナイカと統合されたのはエジプト（プトレマイオス朝）に対する監視を強化するためだったという。しかし、ローマでオクタウィアヌスとマルクス・アントニウスが主導権を争う中でエジプトの王クレオパトラ7世と結んだアントニウスは、前38年までにクレタ島の一部を他の東方属州の一部と共にプトレマイオス朝に譲渡した。このことはローマ市民の怒りを呼び、前31年のアクティウムの海戦でアントニウスとクレオパトラ7世がオクタウィアヌスに敗れ去ったことにより、クレタ島は再びクレタ・キュレナイカ属州に統合され、ゴルテュンがこの属州の首都となった。
ローマはクレタ島のコイノンを維持させ、各都市の古い制度を温存した。また、他の属州で行ったのと同じように、クレタ島に神殿や法廷、音楽堂、円形劇場など多数の公共建造物を建設した。都市の統合と再編も進み、かつて57を数えられたポリスは20から25にまで減少し、1世紀の地理学者ストラボンはクレタ島の重要なポリスを3つしか挙げていない。クレタの海賊活動が完全に収まることは無かったが、ローマ支配下でクレタ島の情勢は安定し、慢性的に続いてきた戦争は沈静化した。
その後、キリスト教がローマ帝国で普及すると、クレタ島にも聖パウロによる伝道が行われ、その弟子のティトゥスはゴルテュンの初代主教（司教）となったとされる。しかし、島内のキリスト教の普及は非常にゆっくりしたものであり、聖ティトゥスのバジリカ（聖ティトゥス教会）と呼ばれる大型の聖堂が登場するのは5世紀に入ってからである。

## 中世

### ローマ帝国の東西分割とクレタ島

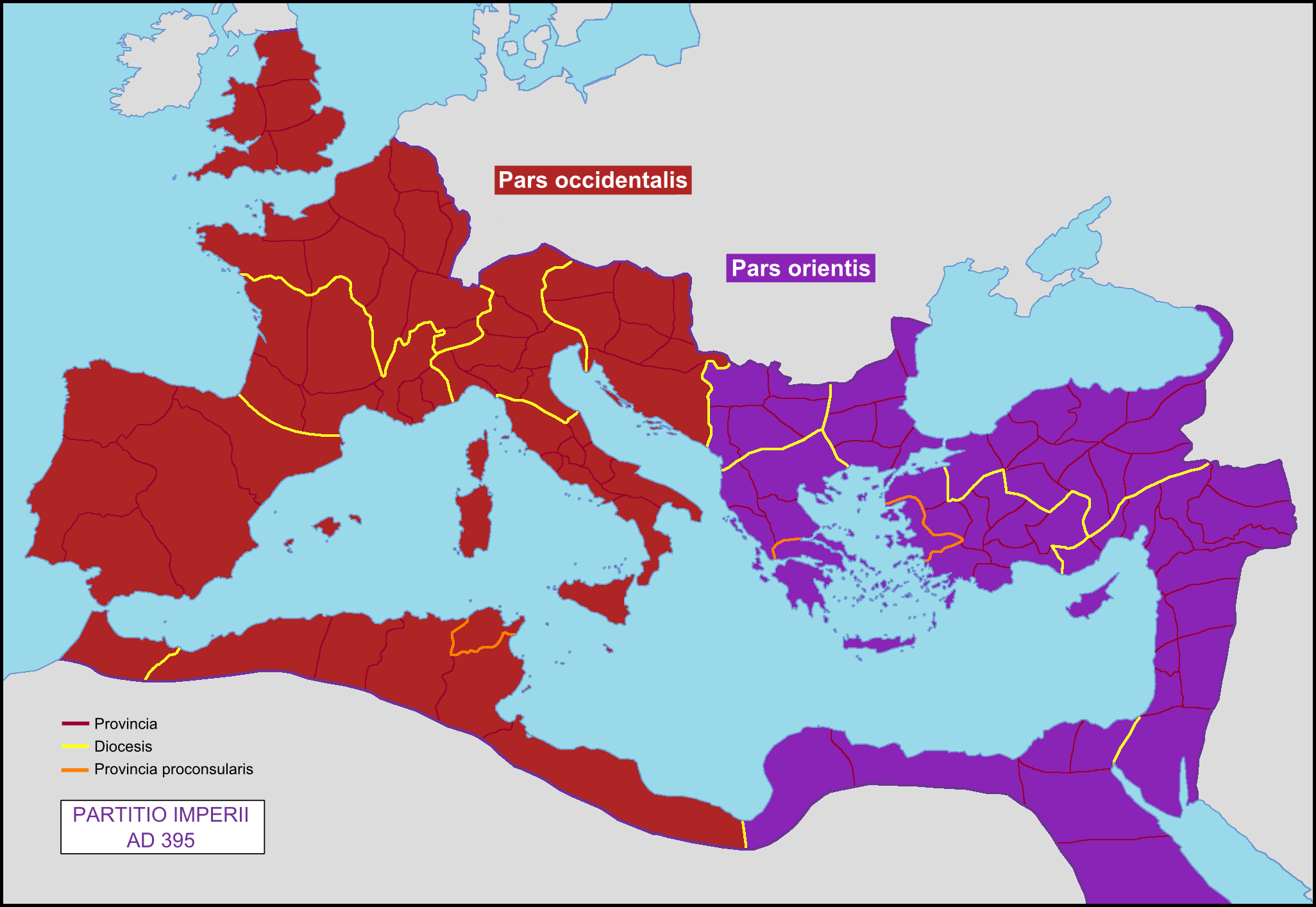
ローマ帝国の東西分割

安定していたローマ帝国は3世紀の危機と呼ばれる軍人皇帝たちの時代を経て、ディオクレティアヌス帝（在位：284年-305年）によって混乱が収拾され再編された。ディオクレティアヌスは即位した翌年には同僚のマクシミアヌスをカエサル（副帝）とし、286年には彼をアウグストゥス（正帝）としてローマ帝権を分割した。その後、ローマ帝国の防衛を行う任務が2名ではこなしきれないことを悟ったディオクレティアヌスは293年にはさらに二人のカエサル（副帝）を任命し、4人の皇帝による帝国の統治体制（テトラルキア）を構築した。並行して行政機構の再編も行われ、クレタ島は298年にキュレナイカと分離され単独の属州となった。更に290年代に属州の上位区分である管区（dioecesis、ディオエケシス）が創設されると、クレタ属州はモエシア管区の所属とされた。次いでコンスタンティヌス1世（大帝、在位：306年-337年）がより上位の道（praefectura、プラエフェクトゥラ）を設置すると、クレタはイリュリクム道の下に入り、4世紀後半にはイリュリクム道のマケドニア管区（モエシア管区の分割により成立）に属していた。
西暦395年の最後のローマ帝国の東西分割の際、最終的に399年までにイリュリクム道の中央部を東西に分割する形で両帝国の境界が確定したため、クレタ属州は東帝国の管轄となった。東ローマ帝国は首都コンスタンティノープル（ビュザンティウム）を中心とした帝国へと収斂していくため、一般にビザンツ帝国と呼ばれる。
クレタ島はゲルマン人の移動や内乱、都市と農村の荒廃といった古代末期にローマ帝国を襲った数々の被害とは無縁であった。年代記作家や歴史家たちは古代末期以降、ビザンツ帝国時代のクレタ島に滅多に言及せず、当時のクレタ島の状況を伝える史料はほとんど存在しない。365年にクレタ島を襲い甚大な被害を出した大地震、ユスティニアヌス1世帝（在位：527年-565年）時代の4つの軍管区の設置、732年のレオン3世（在位：717年-741年）による人頭税の増額、コンスタンティノス5世（在位：741年-775年）がこの島で徴兵した兵士を自分の部隊に組み込んだことなどが断片的に知られている。732年、レオン3世は聖像破壊論争の中で、クレタ島の管轄をローマ教皇庁からコンスタンティノープル総主教庁に移し、以降クレタ島のキリスト教は正教会と運命を共にした。しかし、当時のクレタ島は大主教1名、主教11名を擁していたが、彼らはビザンツ帝国の公会議において大きな役割は果たしていない。芸術はビザンツ帝国で進展していた傾向と流れを一にしていたと見られるが、9世紀以前の時代のものはほとんど残されていない。

### アラブの征服とビザンツ帝国による再征服

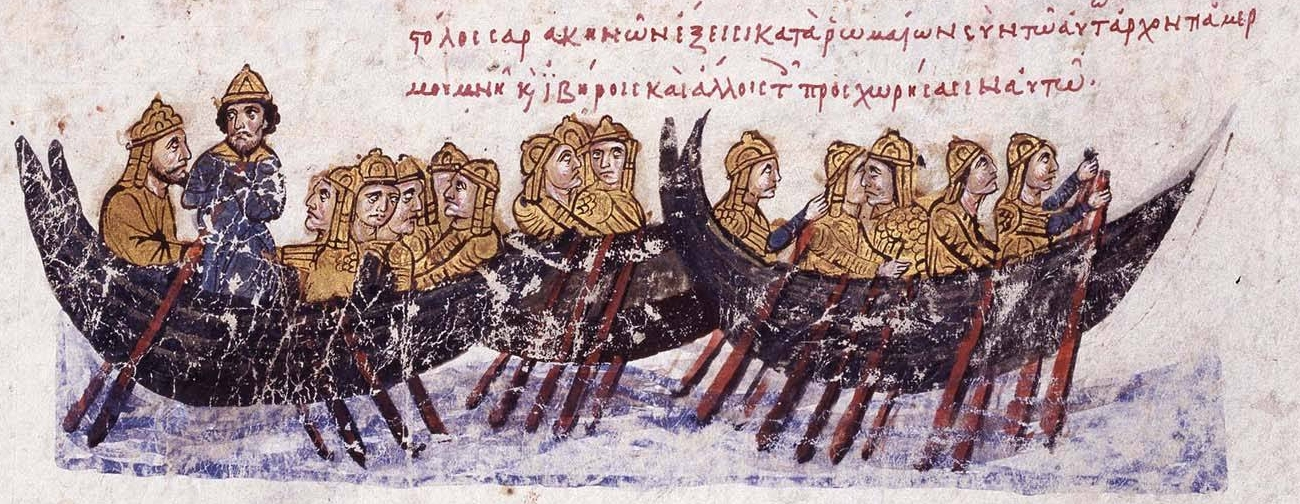
クレタ島に向かって航行するムスリムの艦隊。『マドリード・スキュリツェス（Madrid Skylitzes）』写本の細密画

7世紀に入ると急速に勃興したイスラーム教を奉ずるアラブ人たちは東地中海にも勢力拡大を開始した。クレタ島は655年にアラブ人の艦隊に攻撃されて以降、その脅威に晒されることとなった。初期の攻撃は単なる襲撃に留まったが、9世紀にはクレタ島は完全に征服されることになる。事の発端はイベリア半島のアンダルスで818年3月発生した後ウマイヤ朝のアミール（太守）アル＝ハカム1世（在位：796年-822年）に対する反乱であったとされる。この反乱の発端となったラバトの民衆は追放され、紆余曲折を経てモロッコ（イドリース朝）のフェズに定着したが、別の一団は海賊となって流転し、820年代にビザンツ支配下のクレタ島を占領してそこに独自の政権を打ち立てた（イスラーム期のクレタを参照）。
アラブ人達はクノッソスの近郊にハンダクス（カンダクス、Χάνδαξ、ラテン文字転写:Chandax、الخَنْدَق、掘割り、砦の意。現在のイラクリオン）と呼ばれる拠点を築いた。これはその後、クレタ島の中心都市として発達していき、その名前に由来するカンディアは近代までクレタ島の別称としても使用された。クレタ島はアミールの称号を持つ君主によって代々支配され、形式的にはアッバース朝などより強大な君主の宗主権を認めていたが、事実上独立した勢力となった。アラブ人達は島の農業を発達させ、恐らくは経済的な繁栄を享受したが、その具体像はほとんど不明である。当時の建造物は現代に全く残されておらず、学問がどの程度栄えたのかも一切知る事はできない。
エーゲ海沿岸を支配するビザンツ帝国にとって重大だったことは、アラブの征服以降、クレタ島が再び東地中海における海賊の一大拠点となったことであった。海賊の脅威に晒されたビザンツ帝国はテマ・アナトリコイのストラテゴス（strategos）、フォテイノスの指揮で行われた826年の遠征以来、複数回にわたって島の奪還を目指して遠征を行ったが悉く失敗に終わった。最終的に961年にニケフォロス・フォカスが率いる遠征軍によってようやく島は奪還された。
島の再征服以降、ビザンツ帝国は島のモスクを閉鎖し、ムスリムを奴隷とした。そして再キリスト教化を目指して聖ニコンらによる伝道が行われ、また遠征軍として参加したギリシア人とアルメニア人、そして恐らくはスラヴ人の植民が行われた。アラブ人が建設したハンダクス（カンディア）の街は良港であったため、再征服後にはビザンツ帝国のクレタ支配の拠点として位置付けられ、総督府と府主教座が置かれた。以降のクレタ島はビザンツ帝国にとってイタリア、アフリカ方面へにらみを利かせる海洋戦略上の重要地点となった。
11世紀末にビザンツ帝国に成立したコムネノス朝（1081年-1185年）では、属州行政体制として皇族の一員でドゥークス（公）やカテパノと言った官職を帯びて地方行政のトップの座にあるコムネノス一門（門閥貴族）、コムネノス一門に私的に仕え実務を担当した首都出身の文官貴族層である従者・家人、そして在地名望家たち（アルコン、アルコンテス）という3層の支配構造が確立されていったという理解が一般的である。クレタ島においても同様の構造が形成され、島の支配層としてコンスタンティノープルから継続的にドゥークス、カテパノが派遣されている。12世紀のクレタ島の支配者として名前が確認できる家門のうち、コントステファノス家、ストロボロマノス家はコムネノス一門であり、ドゥーカス家もコムネノス一門である可能性が高い。とりわけコントステファノス家はコムネノス朝時代にビザンツ帝国海軍の長官を輩出した家門であり、このことが海軍基地として重要であったクレタ島と同家が結びついた理由であろう。しかし、ビザンツ帝国の他の地方と異なり、ビザンツ帝国中央のクレタ島に関する関心は主として海上交通の要路という点にありハンダクス周辺の平野部以外の内陸部直接支配にはあまり注意が払われなかった。このため、コムネノス一門による私領化と中央政府による財政的圧迫に対して各地でコムネノス朝に対する不満が高まっていったのに対し、直接的な支配が熱心に行われなかったクレタ島では逆に、コムネノス一門による支配が大きな逆境を迎えることもなかった。

### ヴェネツィア領クレタ

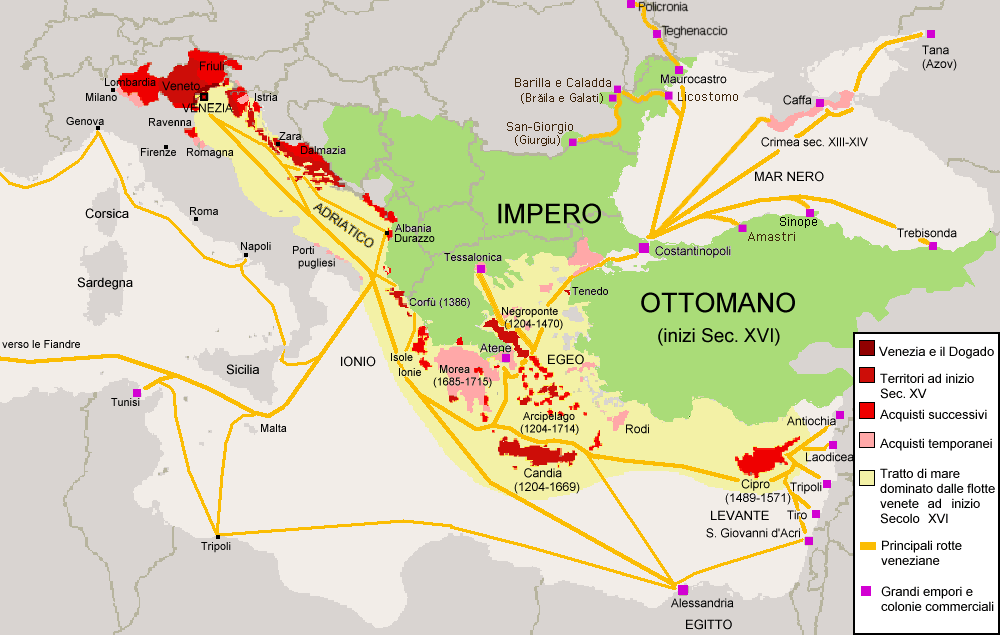
地中海におけるヴェネツィアの支配地（赤）

1204年、悪名高い第4回十字軍によってコンスタンティノープルが占領され、ビザンツ帝国は一時滅亡しラテン帝国が成立した。その後西欧の諸侯はビザンツ帝国領の分割を行い、クレタ島は紆余曲折の末ヴェネツィア共和国の支配地となった。以後、1669年にオスマン帝国に占領されるまでクレタ島はヴェネツィアに統治された。ヴェネツィアによるクレタ島統治は中世盛期から中世後期にかけての「西欧世界拡大」の文脈でも捉えられ、後世の植民地帝国のそれを彷彿とさせる要素もあった。フランスの歴史学者フレディ・ティリエはヴェネツィア領クレタを「中世に存在した、唯一の正真正銘の植民地」と評している。
ヴェネツィア支配の始まりはまた、クレタ史の研究において大きな分水嶺をなしている。これは史料の残存状況に各段の差異があるためで、ビザンツ帝国時代のクレタ島については歴史書や聖人伝の他、印章や貨幣などの考古学的史料から限定的な情報が得られるのに過ぎないのに対し、ヴェネツィア時代にはラテン語やヴェネツィア語で書かれた行政・司法文書や公証人文書が多数残されており、そしてまたヴェネツィア人の残した年代記からヴェネツィア人入植者や現地のギリシア人の動向を具体的に追うことが可能であるためである。

#### 第4回十字軍とヴェネツィア支配の確立

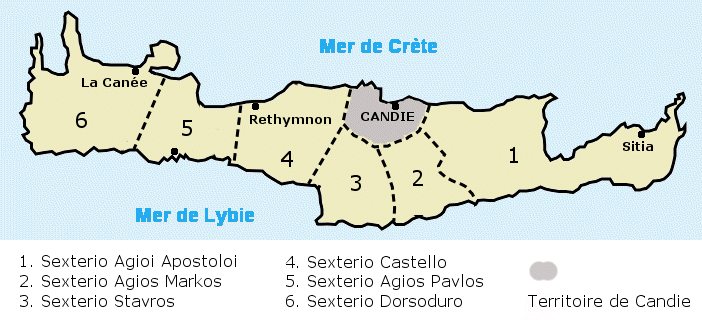
13世紀のクレタ島におけるヴェネツィアのセスティエーリ：1. サンティ・アポストリ（Santi Apostoli）、2. サン・マルコ（San Marco）、3. サンタ・クローチェ（Santa Croce）、4. カステッロ（Castello）、5. サン・ポーロ（San Polo）、6. ドルソドゥーロ（Dorsoduro）

1202年、エジプトのイスラーム勢力を攻撃するために西欧各地からヴェネツィアに集結した十字軍は渡航費用を捻出できず、それを獲得するためにダルマツィアのザラを占領した。同時期にビザンツ帝国で帝位を追われたイサキオス2世の息子アレクシオス（4世）は父親の帝位奪還に協力することをザラにいた十字軍に依頼し、その結果十字軍は帝都コンスタンティノープルへと向かった。結果としてコンスタンティノープルは十字軍によって占領されビザンツ帝国は一時滅亡した。十字軍の指導者たちとヴェネツィアは「ビザンツ領分割についての取り決め」を結び、ビザンツ帝国領の4分の1がラテン帝国に、残る4分3の半分ずつが他の諸侯とヴェネツィアのそれぞれに割り当てられた。クレタ島はこの取り決めでモンフェッラート侯ボニファッチョ1世の所領となった。しかしボニファッチョ1世は書類上のクレタ島に対する権利を実際にはほとんど行使することができず、テッサロニキの確実な確保に注力することを決定し、この島の権利をヴェネツィアに売却した。ヴェネツィアはジャコモ・ティエポロをクレタ公（カンディア公、duca di Candia）として島の統治者に任じたが、ジェノヴァ人もまたクレタ島の支配を狙っていた。ジェノヴァはヴェネツィア人に先んじて拠点を置いており、マルタ伯エンリコ・ペスカトーレとアラマンノ・デ・コスタの指揮で一時的に勝利を収めたが、最終的に1212年にヴェネツィアが島をほぼ制圧し、1217年には一部で抵抗を続けていたジェノヴァの残党も降伏し、クレタ島を巡るヴェネツィアとジェノヴァの戦いは決着がついた。首都の陥落と長きにわたる海軍の弱体化のためにビザンツ勢力はこの間何らクレタ島の動向に関与することができておらず、クレタ島と深い関係を持っていたコムネノス一門のコントステファノス家も最後のビザンツ帝国のクレタ公（ドゥークス）であったニケフォロス・コントステファノスが小アジアへ逃げ延びるとともにクレタ島の歴史から姿を消した。
ヴェネツィアは1211年にクレタ島を本国のコムーネが統治するカンディア市周辺部と本国にならった6つの管区（セスティエーリ）に区分した。それぞれの管区にはヴェネツィア本国の管区と同じ名前が与えられ、本国から植民者が送り込まれた（この6区制は14世紀には4区に改められた）。1211年を皮切りに13世紀の間繰り返し入植に関する布告が出され、ヴェネツィア人入植者たちは本国に対する忠誠と軍役の負担を条件にクレタ島に封地を与えられた。この植民は相当数の市民が参加する国家的プロジェクトとして実施され、12世紀半ばまでに3,500人あまりのヴェネツィア人入植者がクレタ島に定着した。当時のヴェネツィア本国の約60,000人という人口から見ればこれはかなりの数である。受封した入植者を統制するため、貴族出身の受封者は首都カンディアにも住居を持つこと、大受封者はカンディアに居住することが定められ、本国の組織と同様の大評議会が受封者たちによって形成された。

#### 反乱とビザンツ帝国の介入

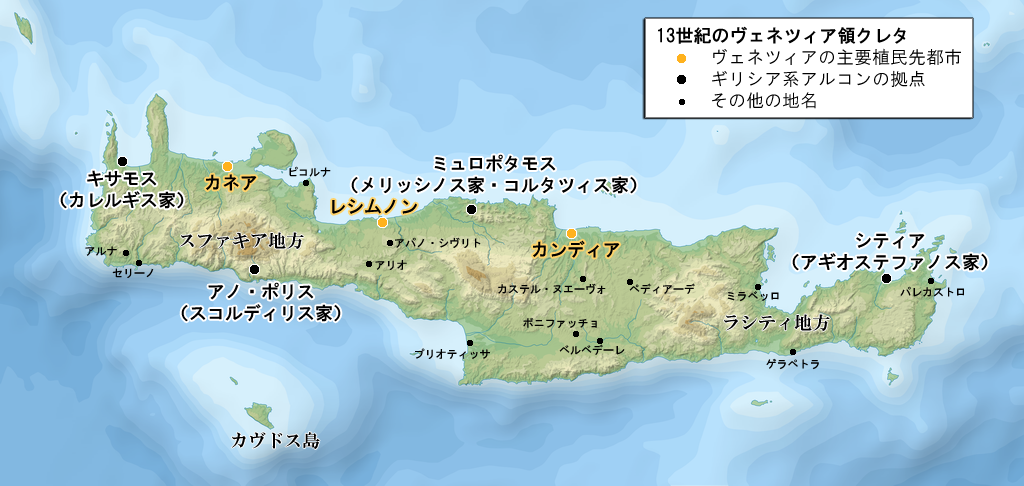
13世紀のヴェネツィア領クレタにおけるヴェネツィアの主要植民先都市とアルコンの拠点

ヴェネツィアのクレタ島支配方針は当初現地のギリシア人を全く考慮することなく、宗教に積極的な介入を行わないことと不動産の取り扱いについて公（総督）の裁量に委ねるという曖昧な方針以外は具体性が無いものであり、当事者性に欠けたものとなっていた。ヴェネツィア人の入植はカンディア市を中心に行われ、他にレシムノン、カネア（ハニア）などの港湾都市が入植地として整備された。これらの都市はヴェネツィア人が多数派を占めたが、14世紀以降にはギリシア人が流入し多数派を構成した。平野部の農村では正教会の教会領や修道院領がヴェネツィア人入植者の封地やクレタ公の官吏地へと転用されて行った。そして交通の困難な山間部では在地の有力者層を通じた間接的な支配を試みた。
ヴェネツィアの支配は都市部では安定していたものの、山間部において初期からギリシア人たちの激しい抵抗に直面した。1212年には既にアギオステファノス家による反乱が発生した。実際のところヴェネツィアもまた書類上手に入れたロマニアの領土（ヴェネツィアの取り分は「ロマニア帝国の8分の3」とも称された。）を実際に支配する能力を欠いており、クレタ島の征服に注力するために、ヴェネツィア当局はヴェネツィア人たちに他のロマニアの「ヴェネツィア領の征服」を「個人の責任で」行うように促し、あるいは現地を実効支配する有力者を「封臣」とすることで名目的な支配を確立するという形を取らざるを得なかった。そしてクレタ島の反乱の鎮圧にはナクソス公マルコ1世サヌードの助力が必要であった。マルコ1世や彼に従軍した騎士らは市民権を持つヴェネツィア人であったが、東方在住が長く、ラテン皇帝にも臣従を誓っており、本国との間には緩やかな協力関係しか持っていなかった。
ヴェネツィアはこの最初の反乱を8年もの歳月をかけて鎮圧したが、1228年には別のアルコン層による新たな反乱が勃発した。ビザンツ帝国の復興を目指して各地に成立した亡命政権の1つニカイア帝国の皇帝ヨハンネス3世はこの反乱に介入し1235年に33隻の武装ガレー船からなる艦隊をクレタ島へ派遣した。ニカイア艦隊はクレタ島西部のスーダ港に上陸し、首都ハンダクスを目指した。ヴェネツィア軍はボニファッチョの城塞でこれを撃退することに成功したが、ニカイア軍と反乱軍の残党の一部がゲリラ的な抵抗を継続し、更に1年に渡ってヴェネツィア軍をかく乱した。
ニカイア帝国は1261年にコンスタンティノープルを奪還しビザンツ帝国を復興した後にもクレタ島の奪還を試みて介入を行った。ビザンツ皇帝ミカエル8世は1262年にアルコン層のコルタツィス家、メリッシノス家、スコルディリス家などがクレタ中西部のミュロポタモスを拠点に反乱を起こすと、ステンゴスという人物を軍船1隻と兵員と共に派遣し、これに介入しようと試みた。しかしクレタ島のアルコンたちは反乱を起こしつつもヴェネツィアとも連絡を維持し、同時にミカエル8世の動向を窺いつつ、最後には優勢な方に従うべきだとする日和見的な姿勢で応じた。結局ミカエル8世は何ら具体的な支援をクレタ島の反乱軍に提供することはできず、ステンゴスの潜入はアルコンたちによってヴェネツィアに通報され、ヴェネツィアがこれに反応して鎮圧部隊を派遣すると、アルコンたちはビザンツ帝国を見限って続々とヴェネツィアと和平を結び、ステンゴスは行方不明となった。
その後、コンスタンティノープルのジェノヴァ人居留地のポデスタ（市長）グリエルモ・グエルチョがミカエル8世に対する陰謀を起こすなどしてビザンツ帝国とジェノヴァ共和国の関係が悪化すると、ミカエル8世はヴェネツィアとの関係改善を確実なものとする必要に迫られ、1268年の金印勅書によってクレタ島のヴェネツィアによる「完全に妨げられることのない支配」が、ペロポネソス半島のモドン、コロンに対する支配とともに合意された。これと引き換えに現地在住のギリシア人の居住および移動の自由が承認された。このことは以後ビザンツ帝国とヴェネツィアとの間で結ばれた条約において継続的に確認されている。1270年代に入ってもクレタ島の反乱の火種は燻り続け、ゲオルギオス・コルタツィスとテオドロス・コルタツィスの兄弟が反乱を起こしていた。彼らの反乱は1279年になって鎮圧されたが、その間ビザンツ帝国が介入することはもはやなかった。コルタツィス兄弟はビザンツ帝国とヴェネツィアの間の条約の恩恵を受ける形で、帝国領土へと亡命した。
1282年にはさらに島内の有力なアルコン、アレクシオス・カレルギスの反乱が発生した。ヴェネツィアはこの反乱を鎮圧することができず、1299年にアレクシオス・カレルギスとの間に講和が結ばれた。この講和でアレクシオス・カレルギスには地域の教会の管轄権や、カレルギス家及びその配下の人間とヴェネツィア人の通婚など各種の権利が認められ、以降彼はクレタ島の山間地の支配者としてヴェネツィア当局との協力関係を築いた。アレクシオス・カレルギスは「貪欲なカタルーニャ人、傲慢なジェノヴァ人、尊大なバシレイオス（ビザンツ皇帝）」よりもヴェネツィアの支配の方が好ましいと説いて、ヴェネツィアに対する反乱を抑制する姿勢を示した。
アレクシオス・カレルギスの協力によって一時安定したヴェネツィアの支配は、14世紀に入ると現地ギリシア人とヴェネツィア人入植者が協力してヴェネツィア本国に対抗するという新たな局面を迎えた。これは定住して長いクレタ島のヴェネツィア人たちが現地人と交わって「クレタ化」し、本国とは異質な秩序を構築しつつあったことや、特に本国が戦費調達や防波堤建設などのために課した税負担に対する共通の敵意によって結ばれており、1332年から1333年、1341年から1348年の間に激しい反乱が発生した。長期化した1340年代の反乱はペストの蔓延によって沈静化したが、時間と共に現地のヴェネツィア人とギリシア人の垣根は低くなる一方、本国とクレタ島の間の距離は広がった。14世紀後半に入るとこの傾向はより顕在化し、1363年にヴェネツィア本国が新税の導入を布告すると、クレタ島のヴェネツィア人は本国からの分離を宣言しギリシア人と共に反乱を起こした。これはサン・ティートの反乱（聖ティトゥスの反乱）と呼ばれる大規模なものになった。1366年にヴェネツィアは反乱を鎮圧したが、クレタ島は荒廃し再植民を含めた復興に追われた。

#### オスマン帝国の台頭とヴェネツィアの退場

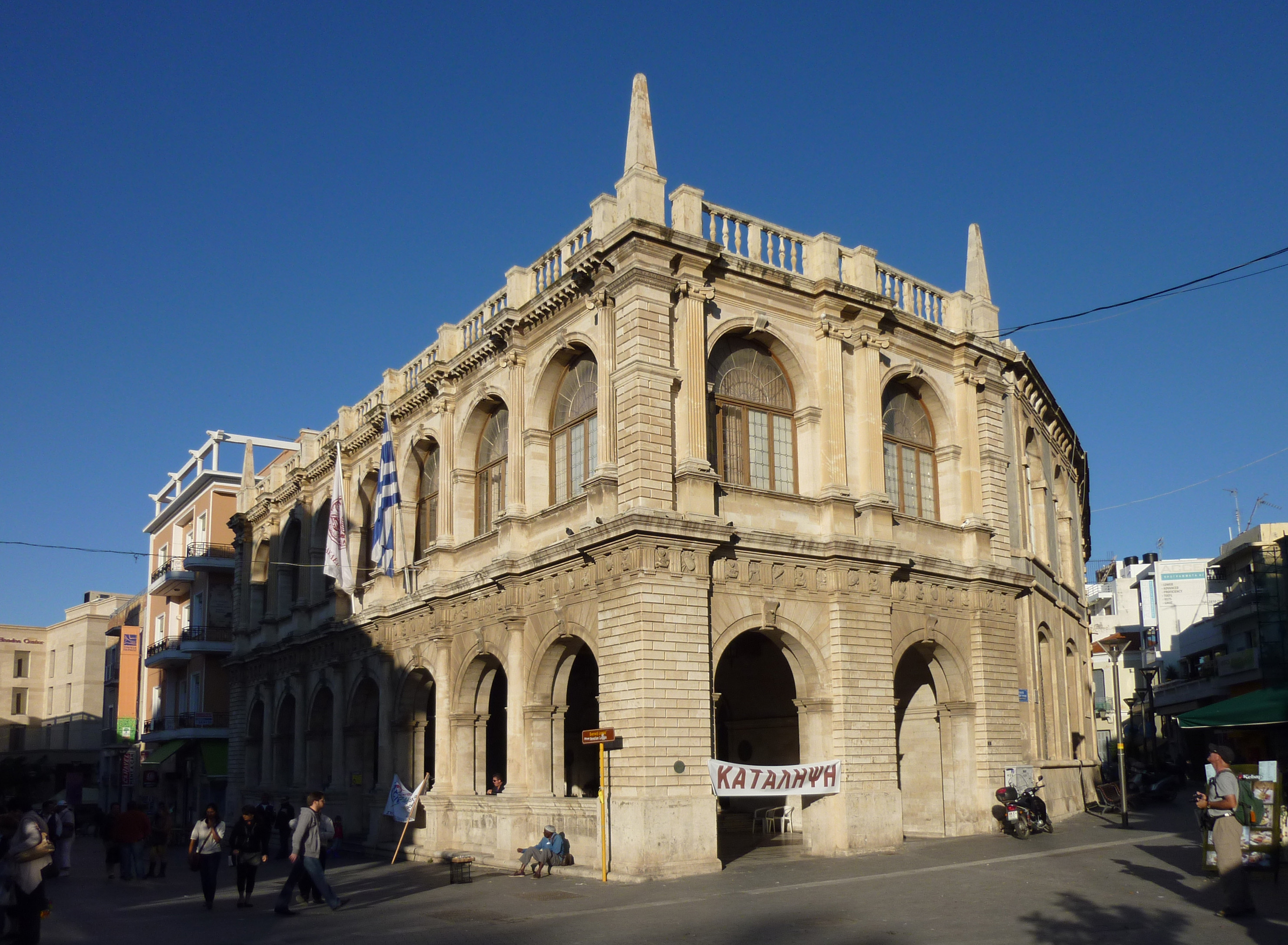
1620年代に建設されたVenetian Loggia。

14世紀半ば以降、東地中海ではアナトリアに興ったオスマン帝国が急速に存在感を増していた。ヴェネツィアはビザンツ系の勢力を支援したりキリスト教連合戦線に参加したりしてオスマン帝国の拡大に対抗しようとしたが、これらはいずれも大きな成果を上げることは無かった。15世紀にはビザンツ帝国は孤立した断片的な領土をバルカン半島にいくつか維持するに過ぎなかった。ヴェネツィアは残されたビザンツ領にある都市の防衛や補給を請け負い、首都コンスタンティノープルの防衛にも参加したが、最終的にオスマン帝国は1453年にコンスタンティノープルを陥落させビザンツ帝国にとどめを刺した。このような情勢はクレタ島を含む東地中海領土が離反してオスマン帝国の庇護を求める可能性をヴェネツィア本国に心配させ、ヴェネツィアは海外領土の要望を救い上げる陳情制の確立や、海外領土の事情に合わせた現地の法律などを導入し始めた。こうした流れを受けて、14世紀末にようやくヴェネツィアのクレタ支配は安定の兆しを見せ始める。
しかし、オスマン帝国の膨張圧力にヴェネツィアは対抗できず、クレタ島周辺のヴェネツィア領土は15世紀から16世紀にかけて次々とオスマン帝国の支配下に入っていった。ヴェネツィアにとってクレタ島と並ぶ東地中海の重要拠点であったキュプロス島も1571年にはオスマン帝国に制圧された。同年のレパントの海戦の勝利によってクレタ島はヴェネツィアの手に残され、経済的活況を呈してなお多くの富をヴェネツィアにもたらしたが、東地中海からヴェネツィア人が撤退していく潮流は明らかであった。16世紀初頭にはまだクレタ島の貿易は名目的にはヴェネツィアの独占の下にあったが既に形骸化しており、16世紀を過ぎる間に完全に崩れ去った。1600年までにはクレタ島の主要な交易相手はイスタンブル（コンスタンティノープル）に変わっていた。現代ギリシア（ギリシャ）の歴史学者Mavroeideはこれを「〈クレタ島は〉ヴェネツィア経済圏ではなくオスマン経済圏に属するようになった」と表現している。ヴェネツィア人の優勢が崩壊した東地中海世界では様々な人々がヴェネツィアに代わって海上交易に進出し、クレタ島の交易も成長する現地のギリシア人商人やジェノヴァ人商人が食い込むようになった。また、1522年にオスマン帝国によってロードス島から追い払われた聖ヨハネ騎士団（マルタ騎士団）は1530年にマルタ島に落ち着いた後、「異教徒との戦い」の一環としてオスマン帝国の臣民や荷物を運び、あるいはユダヤ人によって営業されるヴェネツィア船に対して海賊行為を働き、1553年にはクレタ島の港を襲撃した。クレタ島とイスタンブルとの間の密接な関係は人の移動にも表れている。元クレタ総督ザカリア・モチェニーゴ（Zacharia Mocenigo）が1589年に書いた記録では、クレタ島やヴェネツィアの造船所の劣悪な待遇を嫌った造船技師たちが高い報酬を求めてイスタンブルに移住していたという。16世紀にはイスタンブルのガラタ地区在住のギリシア人の大半がクレタ島出身者であった。17世紀に入ると喜望峰周りの新たなインド航路の発見や周辺諸国の産業構造の変化、オスマン帝国の動向などの影響を受けて、ヴェネツィアの海上交易は退潮傾向がはっきりしており、ヴェネツィアの産業構造は広域の海運業からよりローカルな貿易や奢侈品の製造、食料品の販売や各種のサービス業へと移っていった。
1644年、オスマン帝国の宮廷人を載せた船がマルタ騎士団の襲撃を受け、戦利品がクレタ島のハニアで売却された。オスマン帝国のスルタン、イブラーヒームはこの責任をヴェネツィアに問い、翌1645年に350隻の艦隊を派遣してクレタ島を攻撃した（クレタ戦争、カンディア戦争とも）。オスマン帝国の攻撃にヴェネツィアは有効に対応できず、開戦から3年余りのうちにクレタ島のほぼ全域がオスマン帝国に制圧され、首都カンディアだけがヴェネツィアに残された。
オスマン帝国はカンディアを包囲したが、ヴェネツィアは東地中海に残されたこの最後かつ最大の重要拠点を守るために多大な努力を払った。その結果包囲は20年以上にもおよぶ、欧州の戦史において特筆すべき長期戦となった。オスマン帝国軍に対するヴェネツィアの戦いは特に海上の戦いにおいて数々の英雄的物語を生み出し、それに感銘を受けたキリスト教国からの支援が贈られ、最終局面ではフランスが援軍を送りさえした。しかし陸上戦闘におけるオスマン帝国の優位は揺るぐことが無く、1667年から繰り返されたオスマン帝国の総攻撃の前にフランス軍は撤退し、ヴェネツィアの司令官フランチェスコ・モロジーニは遂に1669年に継戦を断念し、9月6日、クレタ島の放棄に同意した。クレタ戦争は決定的とは言えない程度ではあるにせよヴェネツィアに大きな財政的・人的負担を強い、その結末はクレタ島を含む東地中海のヴェネツィア体制の終了を公式に告げるものとなった。

## 近世

### オスマン帝国領クレタ

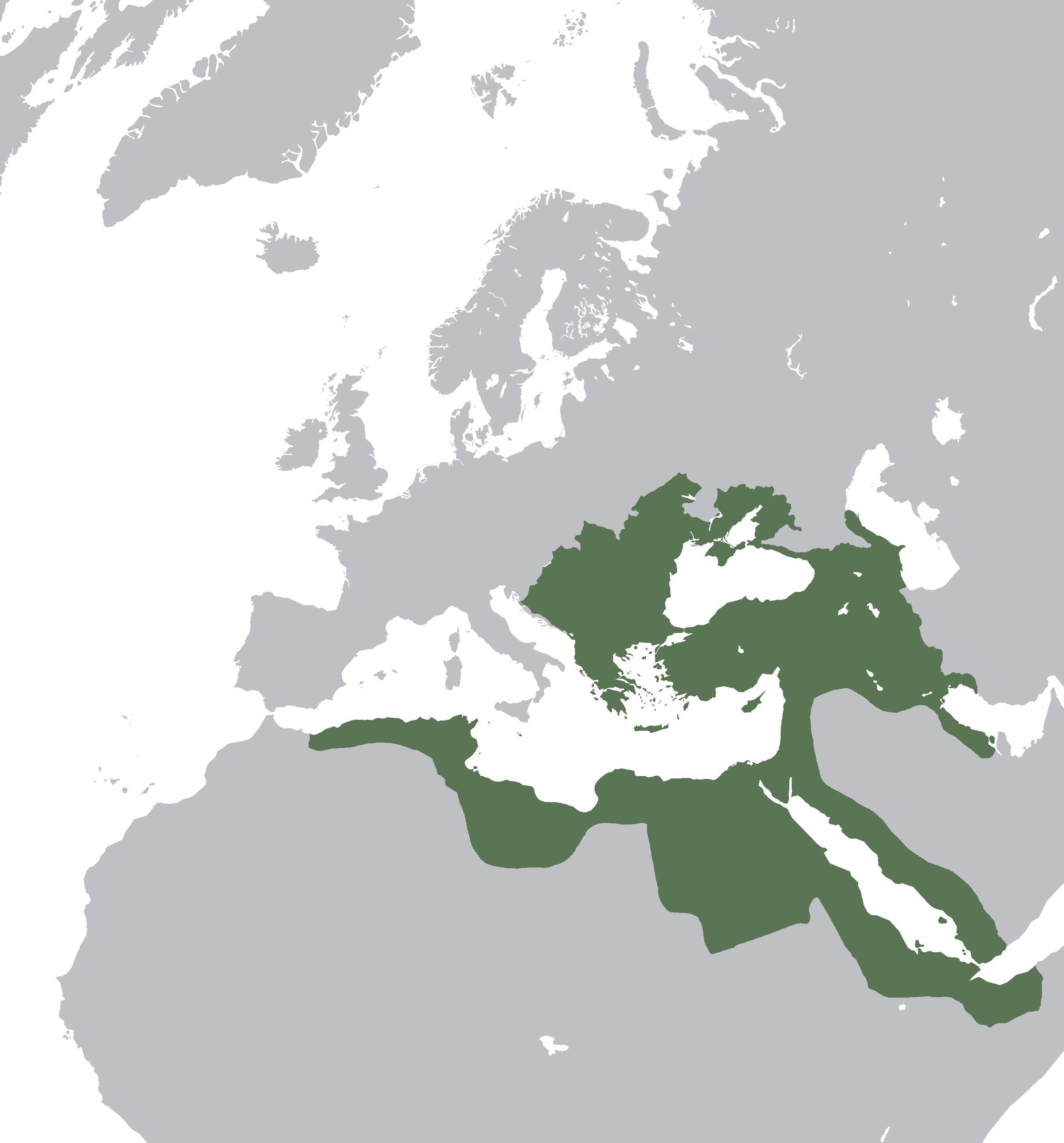
オスマン帝国の領土拡大

オスマン帝国治下でクレタ島はハニア、レシムノン、カンディアをそれぞれの首都とする3つの県に分けられ、島の統治と防衛は総督の手に委ねられた。毎年定額の貢納を帝国に納めることが島に課され、治安維持を主眼とする不定数の常備軍が配備された。この常備軍は時代が下るとアルバニア人によって占められるようになった。
オスマン帝国時代のクレタ島はしばしば経済的衰退と行政機構の無為無策と共に語られている。オスマン帝国時代のクレタ島を訪問したヨーロッパ人は一様に農業の衰退と行政機構の無能、官吏の腐敗について言及している。18世紀初頭にクレタ島を訪れたフランスの植物学者ジョゼフ・ピトン・ド・トゥルヌフォール（トゥールヌフォール）は、最良の耕地が放棄され、最大の都市カンディアは「廃墟」と化し、港湾と城壁は修理されずに放置されていたと報告している。このような見解はムスリムに対するキリスト教徒特有の偏見を含んでいるが、事実の一端を示していると考えられる。
ビザンツ帝国時代には900,000人に達したとも言われる人口は、既にヴェネツィア時代の16世紀には人口の流出によって200,000人あまりにまで減少していたが、オスマン帝国時代に入ってもおよそ350,000人を最大とし20万人台後半でほぼ横ばい状態であった。キリスト教徒はオスマン帝国の他の地方と同様に信仰の自由を享受してはいたが、ムスリムに対して税制・司法など様々な面で不利であり、征服の直後には島民の大半がムスリムに改宗した。しかしこれはジズヤ（人頭税）免除や訴訟における有利などの便益を求めてのもので定着せず、ムスリムの人口は19世紀において概ね50,000人前後で推移した。クレタ島のムスリムの多くは移住してきたのではなく島内のキリスト教からの改宗者であったため、ギリシア語を用いて生活しておりキリスト教徒との生活文化の違いはほとんど無かった。クレタ史の文脈では彼らが「トルコ人」と呼ばれる。しかし、モレア地方（ペロポネソス半島）で起きたのと同じように、クレタ島の「トルコ人」たちは改宗から間もないが故に宗教的に熱烈であり、むしろ征服者よりも遥かに熱心にキリスト教徒に対する迫害と差別を行った。
1669年のクレタ島の征服はオスマン帝国の拡大と膨張の終盤に行われたものであり、1699年のカルロヴィッツ条約以降、帝国は対外的には縮小に転じつつあった。18世紀前半にはクレタ島の周囲では東地中海に余力を残していたヴェネツィアとオスマン帝国との戦争が繰り広げられてはいたが、クレタ島におけるオスマン帝国の地位は揺るがなかった。しかし18世紀後半には強大化するロシア帝国やオーストリアのハプスブルク家との関係の中でクレタ島の地位変更が取りざたされるようになった。ロシア皇帝エカチェリーナ2世は露土戦争（1768年-1774年）の最中、オスマン帝国のかく乱を狙ってクレタ島の反乱を焚き付けた。外交的にはロシアとハプスブルク家のヨーゼフ2世との間でオスマン帝国領の分割が目論まれ、ヴェネツィア領ダルマツィアをハプスブルク家が獲得する代わりにクレタ島を含む東地中海の島々をヴェネツィアに復帰させるという案が検討された。この案が実行されることはなかったが、オスマン帝国に対する欧州諸国の軍事的優位は明白となりつつあり、クレタ島については18世紀を通じてイギリスによる併合、フランスによる管理、新ギリシア国家への合併、緩衝国家となる小王国とするなど様々な分割案が欧州の政治家たちの議論に上った。18世紀末にはフランスの実権を握ったナポレオン・ボナパルトがエジプト遠征の最中、クレタ島の獲得を考えた。

## 近代

### ギリシア独立戦争
ヨーロッパにおけるナショナリズム、国民意識の勃興と国民国家建設の潮流の影響を受け、19世紀にはバルカン半島においても各地で政治的な民族が形成されていった。とりわけ「ヨーロッパの源流」たる古代ギリシアに自らの起源を見出したギリシア人は、オスマン帝国時代の経済的繁栄も相まって西ヨーロッパの文化的・知的影響を強く受け、他のバルカンの民族に比べ早期から明確な民族意識を獲得していた。バルカン半島ではこうした近代的な「民族」の成立は、オスマン帝国の分解と同時並行的に進み、バルカン半島のキリスト教を奉じる民族はオスマン帝国の「圧政」からの独立を目指していった。
1821年3月、ロシア帝国領内のギリシア商人によって結成された秘密結社フィリキ・エテリアがアレクサンドロス・イプシランディスの指揮の下でモルドヴァに侵入し、ギリシア独立戦争が勃発した。この戦争がはじまると、1821年6月、クレタ島のキサモスで主教と30人以上のキリスト教徒が虐殺され、カンディアでも聖職者が殺害された。これに激高したキリスト教徒たちはスファキアを中心に蜂起し、1821年11月にはビザンツ帝国のコムネノス家の末裔という触れ込みのロシア系ギリシア人、ミハイル・コムネノス・アフェンドゥリエフ（ミカエル・コムネノス・アフェントゥリス Michael Komunenós Afentúolief）が指導者として送り込まれ、統一的指導が図られた。翌1822年にはクレタ島の反乱軍はオスマン帝国軍を圧倒しほとんど全島を制圧した。「トルコ人」たちは都市部の要塞に追い込まれ、ギリシア人（キリスト教徒）たちは1822年5月に新生ギリシア国家とのエノシス（統合）を決議した。
モレア（ペロポネソス半島）でも劣勢に立たされていたオスマン帝国のスルタン・マフムト2世は、クレタ島に注力する余裕がなく、1822年やむなく事実上独立勢力を築き上げていたエジプト総督（ワーリー）ムハンマド・アリーにクレタ島の秩序回復を求め、行政権を委ねた。ムハンマド・アリーは娘婿ハサン・パシャをアルバニア兵と共に派遣し、彼らはクレタのギリシア人たちがエノシスを決議していたのとほとんど同時期にスーダ港に上陸した。エジプト軍は東部の反乱を鎮静化させたが、西部では反乱の勢いはかえって強まった。1823年に新たにエジプト軍の司令官になったフサイン・ベイは村を焼き払い住民を追放するなど強硬な手段で鎮圧にあたり、反乱軍は追い詰められて1824年にはクレタ島からの脱出を余儀なくされた。エジプト軍は1825年2月にはクレタ島を占領下に置き、その後モレアの反乱鎮圧にも加わって、ムハンマド・アリーの息子イブラーヒーム・パシャの指揮の下、アテネを占領するなど大きな戦果を挙げた。
状況の推移を見守っていたイギリス・フランス・ロシアは、自国以外のいずれかの国が東地中海で勢力を拡大する可能性を警戒しており、介入の機運が高まった。1827年8月、3国は正式にギリシア独立戦争に介入し、「帆船時代の最後の大海戦」とも言われる1827年10月のナヴァリノの海戦の結果、オスマン帝国軍とエジプト軍は敗北し、その後エジプト軍はクレタ島から撤収した。以降、バルカン半島とアナトリア東部におけるロシア軍の攻勢によってオスマン帝国軍は総崩れとなり（露土戦争 (1828年-1829年)）、オスマン帝国そのものの崩壊を懸念したイギリス・フランスは調停に乗り出し、1829年9月14日にアドリアノープル条約が締結されてギリシアの自治が承認された。翌1830年2月3日ギリシアは正式に独立し、王国となることが決定された。

### ムハンマド・アリー朝のクレタ島

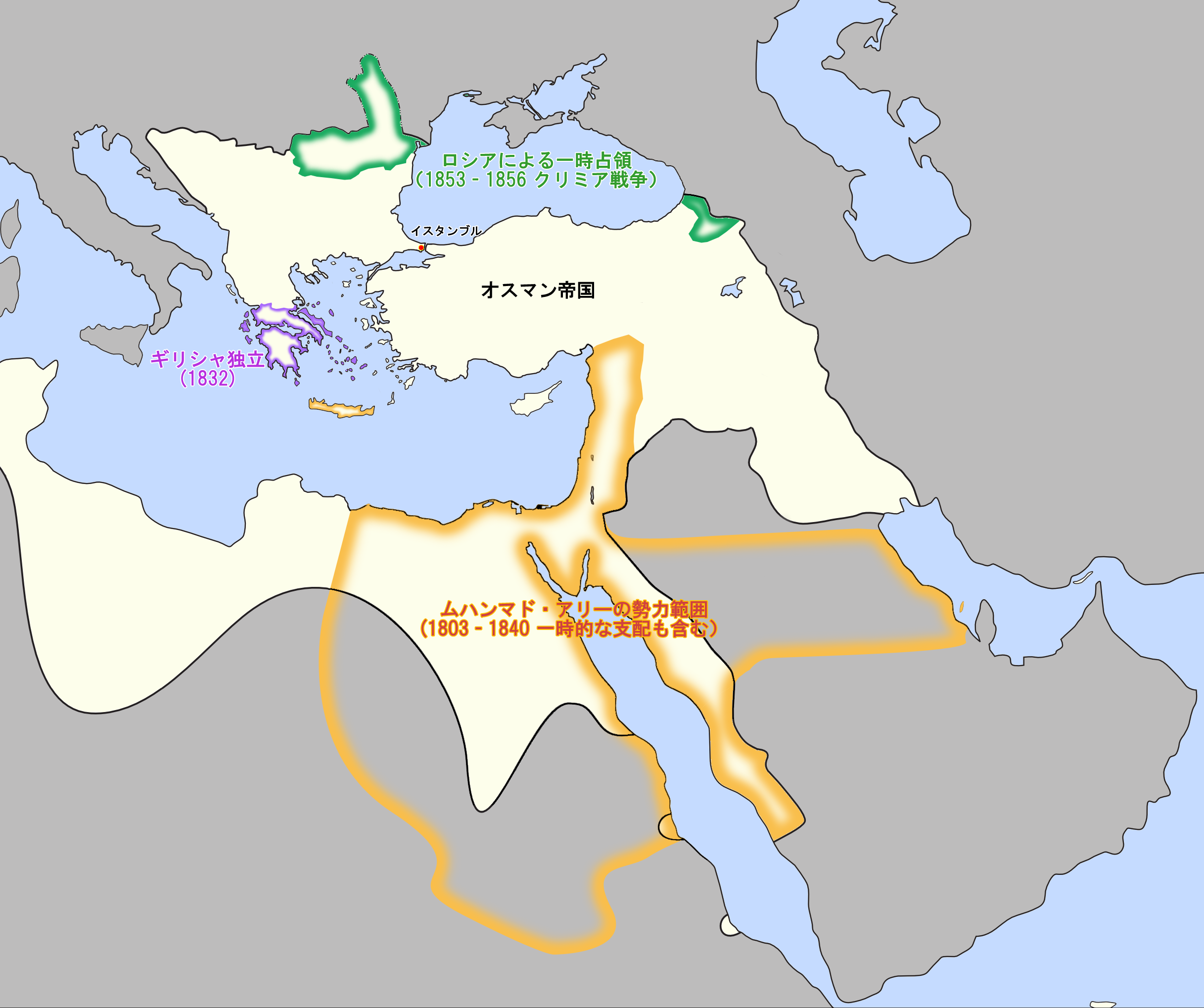
19世紀前半のオスマン帝国周辺の状況。エジプト総督ムハンマド・アリーの勢力範囲（橙）、ギリシア独立（紫）、クリミア戦争時のロシアによる占領地域（緑）

ギリシアの独立が達成された際、クレタ島のキリスト教徒たちも統合を希望していたが、列強はクレタ島がオスマン帝国領内に残存することを決定していた（ロンドン議定書）。クレタ島の反乱指導者たちは激しく抗議したが、イギリスを中心としたヨーロッパ列強は「恣意的で抑圧的な行動からの保護」以上のものを提供することを拒否した。実際には、1830年6月24日のフェルマーン（勅書）により、反乱鎮圧の貢献に対する恩賞、そして損失の代償として、クレタ島はエジプト総督ムハンマド・アリーの支配に委ねられた。ムハンマド・アリーは10年にも渡る戦争で荒廃の極致にあったこの島を統治するため、アルバニア人のムスタファ・ナーイリ・パシャをクレタ総督に任じた。ムスタファ・ナーイリ・パシャはムスリムとキリスト教徒を等しく武装解除させ、異教徒に課されていたハラージュの廃止、キリスト教徒に暴虐を働いた「トルコ人」の処罰などを行い、ハニア、カンディア・レスモ（レシムノン）にムスリムとキリスト教徒の名士で構成される郡政会議を設置して島内を安定させることに努めた。また、崩壊していた産業を復興させるため、オリーブや桑などを始めとした農業の勧奨と、種子や家畜の貸付けによる生産の増進、為替の整備、水道や橋梁の整備などの公共事業など、広範な改革が行われた。
しかし、戦時中に離散していたクレタ島のギリシア人たちの帰還問題が新たな火種となった。ギリシア政府は領内にいたクレタ島からの難民をギリシア国籍としており、帰還希望者に対して「ギリシア市民」として旅券を発給していた。彼らは「ギリシア籍クレタ住民（Crétois Hellènes）」と呼ばれるが、その両属的かつ不安定な立ち位置は外交紛争と争乱の種となり、エジプトとオスマン帝国を悩ませることとなる。エジプト当局は彼らを「祖国からの逃亡者」とみなし、またギリシアとのエノシス（統合）を扇動する不穏分子であると見ていた。そのため彼らの財産権を認めず、帝国臣民に戻りギリシア籍を放棄するかクレタ島から退去するかの選択を迫った。彼らの多くがギリシア籍を放棄するかクレタ島を離島する道を選び、ギリシア籍を維持したものは山間部へと移動した。この結果、エジプト本国では「ギリシア人」たちは保護を受け、商業活動の便宜も受けているのに対し、エジプト支配下のクレタ島における「ギリシア籍クレタ住民」は厳しい迫害に晒される特殊な地位に置かれることとなった。こうした問題や、キリスト教徒住民の間に広まっていた疑心暗鬼から騒擾が発生してもいたが、それでも全体としてムスタファ・ナーイリ・パシャはクレタ島の統治にあたって多くの面で業績を残し、平穏な時代を築いた。
ムハンマド・アリーはアラビア全域を包括する帝国の構築を目論み、オスマン帝国との戦争（エジプト・トルコ戦争）でその領土を蚕食していたが、イギリスは、エジプトが各種の製品の専売制を敷いていたことから、その領土拡張を潜在的な自国市場の喪失とみなしており、またインドルートの遮断を恐れてエジプトの拡大に重大な懸念を抱いていた。1839年からの戦争で更にエジプトがオスマン帝国を打ち破ると、イギリスは直接介入を決意し、プロイセン・ロシア・オーストリアに働きかけて、エジプトに対してエジプト本国とスーダン以外の占領地の放棄とオスマン帝国から降伏していた海軍の引き渡しを要求する最後通牒を出した（ロンドン条約）。ムハンマド・アリーはフランスとの提携によってこれに対抗しようとしたが敗退した。この結果、クレタ島はエジプトの手を離れオスマン帝国に返還された。エジプトがクレタ島から去った後、オスマン帝国からヌリ・ベイが派遣されて支配に当たった。ムスタファ・ナーイリ・パシャはヌリ・ベイに対し、オスマン帝国スルタンへの臣従を誓い行政権をそのまま維持した。

### クレタ島の騒乱

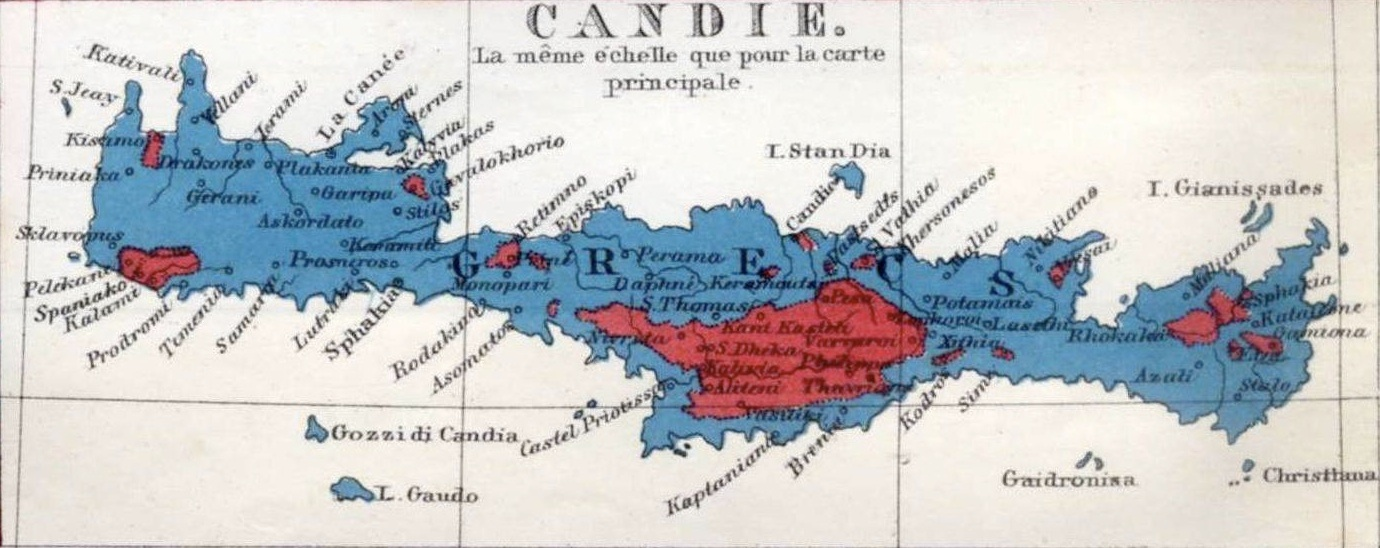
1861年頃のクレタ島の地図。「トルコ人」（ムスリム）は赤、「ギリシア人」（キリスト教徒）は青。島内のムスリムの人口（トルコ系クレタ人）は後の住民交換で島を去った。

エジプト軍が撤収した1841年にクレタ島のキリスト教徒は蜂起した。これは失敗したが、キリスト教徒、とりわけ「ギリシア籍クレタ人」たちはギリシア王国とのエノシス（統合）を目指して蜂起を繰り返した。これはメガリ・イデア（大ギリシア主義）と呼ばれるギリシア王国の拡張主義とも呼応していた。ムスタファ・ナーイリ・パシャが去った後の1850年代、ロシア帝国がワラキアとモルドヴァに侵攻してクリミア戦争が勃発すると、1854年にイギリス・フランス・サルディニアがオスマン帝国を助けて参戦し、ロシアを撃退した。この結果オスマン帝国政府に対するイギリスとフランスの影響力は増大し、その要望に応えて1856年に非ムスリムのオスマン帝国臣民の待遇改善を約束した改革勅令が発布された。帝国内ではこの改革勅令の実現を求めて各地で騒乱が発生し、クレタ島でも改革勅令の精神に則って新たな土地法が制定されていたが、既存の有力者たちの強い抵抗にあって有名無実のものとなっており、1858年には蜂起が発生した。
オスマン帝国の混乱を狙うロシアは、ブルガリアなどオスマン帝国領内での反乱を煽っていたが、クレタ島でも蜂起を扇動した。1866年4月にクレタ島の住民たちはオマロスで当時の総督に各種の内政の不満の改善を求める嘆願書を提出したが、その際にエピトロピ（中央委員会）と呼ばれる代表機関を組織した。オスマン帝国政府の回答はなしのつぶてであり、既に帝国政府が十分にクレタ島を優遇しており、外国勢力が混乱を煽っていることを強調していた。1866年8月にはエピトロピは帝国政府に対する抵抗姿勢をはっきりさせ、家族ぐるみでスファキア地方に移動して抵抗をはじめた。
この1866年のクレタ島の蜂起（クレタ革命とも）は大規模なものとなり、鎮圧のためにオスマン帝国が軍を派遣した。兵力が不足していたため、ムハンマド・アリー朝のエジプト総督（ワーリー）のイスマーイール・パシャにも出兵が求められた。イスマーイール・パシャはエジプト軍をクレタ島へ送ったが、自身が近代国家を率いていることを自任しており、オスマン帝国よりもエジプトの方が文明的かつ人道的であることを誇っていた。彼は帝国とは異なる独自の政策を追求し、クレタ島のオスマン帝国軍とエジプト軍は指揮権の所在や作戦を巡って互いに反目した。クレタ島の住民感情がエジプトに対して良好であるという現地エジプト軍司令官シャーヒーン・キンジ・パシャ（Šāhin Kinj Paša）の見通しもあり、イスマーイール・パシャはクレタ島をムハンマド・アリー朝に併合する野心を抱いてもいたと考えられる。少なくともヨーロッパ列強は彼の野心を強く疑っていた。イスマーイール・パシャはクレタ島から得る事が期待できる歳入と、この島を維持するための維持費とを比較して、大幅な赤字と予測されることから、公式にはクレタ島を支配する意思がないことを強調していた。しかし、1866年夏にはオスマン帝国がイスマーイール・パシャにクレタ島の行政権をゆだねたという噂がヨーロッパ中に広まっていた。
1866年11月のアルカディ修道院でのオスマン帝国軍・エジプト軍との激戦でエピトロピは敗北したが、そこで生じた婦女子を含む犠牲はヨーロッパの世論を刺激し、これに押された各国はクレタ問題への本格的な介入を考えなければならなくなった。1866年の年末にはイギリスを始め各国が外交的介入を開始した。イギリスはエジプトのクレタ領有の可能性に強い難色を示し、ロシア、ギリシアも同様であった。フランスはエジプトに親和的であったが、イギリスとの対立を引き起こしてまでこれを支援する意思をもたなかった。クレタ島の将来についての見通しが立たないことを理解したイスマーイール・パシャはクレタ問題に対する関心を失い、エジプト軍を撤退させる可能性をちらつかせつつオスマン帝国から利益を得る道を選んだ。オスマン帝国から譲歩を引き出し終えると、エジプト軍は1867年に段階的な撤兵を初め、10月までに完全にクレタ島から撤退した。同年にはオスマン帝国がムスリムとキリスト教徒の平等を実現するための基本法を発布したが、反乱鎮圧には効果がなかった。
ギリシア世論はクレタ島の統合を熱望しており、一方のギリシア王国もクレタ島の騒乱を座視することはできなかった。イギリスがヨーロッパ諸国に不干渉を求めたため、ギリシア政府は公式には介入しなかったが、エピトロピに物資を補給し、ギリシア陸軍の将校を政府黙認の下で義勇兵として派遣していた。ギリシア首相アレクサンドロス・クームンデゥロスが対オスマン帝国の共同軍事行動をとるために諸外国と調整を行ったが、国王ゲオルギオス1世は列強の意向に従う姿勢を明確にし、クームンデゥロス内閣を総辞職に追い込んだ。ギリシアは先だって統合されていたイオニア諸島で統治能力の欠如を露呈しており、イギリスは東地中海の安定のために重要なクレタ島の統治をギリシアに行わせることに反対した。
結局、プロイセン王国首相オットー・フォン・ビスマルクが主導した1869年のパリ会議において、ギリシア代表不在のまま、クレタ島の現状維持路線が決定され、ギリシア政府には密航者の取り締まりや越境者の武装化阻止が要求された。ギリシア政府にはこれを拒否することはできず、またオスマン帝国は1867年に発布された基本法に基づく特権地区としてクレタ島を扱うことが定められた。
こうして1866年から続いていた反乱は終息したが、その後もクレタ島の状況は変わらず、基本法も有効に機能しなかったため、1878年には別の反乱が発生した。この問題は露土戦争 (1877年-1878年)の戦後処理のために開催されていたベルリン会議でも議題にあがった。ここでギリシアはクレタ島に対する権利を主張したが相手にされず、オスマン帝国もロシアに対する敗北のために何ら意向を通す事はできず、クレタ島についてはイギリスの仲介でハレパ協定が締結された。この協定は行政機関へのキリスト教徒の参加拡大とギリシア語の出版活動の自由などを保証するものであり、スルタンはギリシア人キリスト教徒の総督を任命しさえした。

### エノシス（統合）

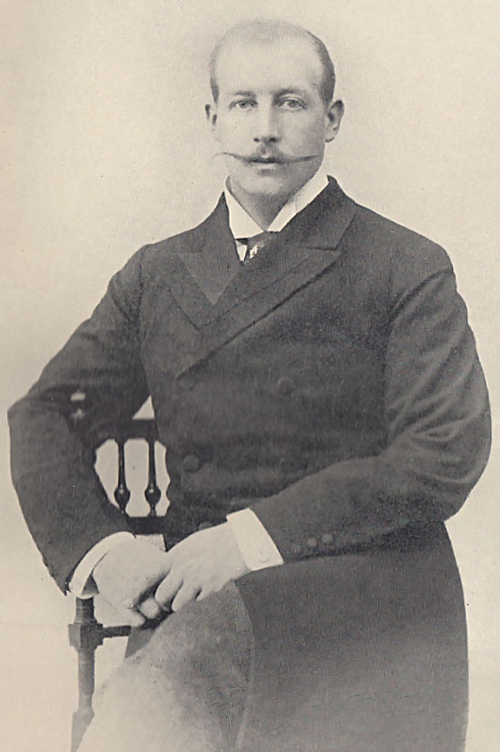
ギリシア王子、クレタ高等弁務官ゲオルギオス

1889年にオスマン帝国がハレパ協定の条項の多くを停止させ、1895年にキリスト教徒の総督にかわってムスリムの総督がクレタ島に赴任すると、ハニアで暴動が起こった。オスマン帝国は慌ててハレパ協定を復活させキリスト教徒アレクサンドロス・カラテオドリ・パシャを新たなクレタ総督に任命したが、ムスリムの役人や軍人たちはこの新任総督に従うことを拒否し、キリスト教徒に対する虐殺事件を引き起こした。翌1896年には大規模な反乱が勃発した。ギリシアでは「愛国的」世論が巻き起こり、ギリシア政府はあらゆる意味で準備が整っていなかったにもかかわらず、オスマン帝国との戦争を決断した。1897年2月にはクレタ島の占領を目論んで軍が送り込まれた。。だが、ヨーロッパ列強はオスマン帝国の解体に繋がりかねない領土変更を承認せず、ギリシアのクレタ領有を拒否した。イギリス・フランス・ロシア・イタリア・オーストリア・ドイツが艦隊を派遣してクレタ島を封鎖し、1897年3月2日にはギリシア政府にクレタ島からの撤退を要求する最後通牒が突き付けられた。ギリシアは同時に大陸側のギリシア・オスマン帝国国境でも侵攻を開始したが、短期間のうちに敗退した。このため、ギリシアは要求を呑んでクレタ島から撤退せざるを得なくなった。
艦隊を派遣したヨーロッパ列強諸国は数カ月の間クレタ島を派遣艦隊の提督からなる委員会に統治させた。しかし統治は順調でなく、また各国の足並みもそろわなかったため、イギリスの発案の下でクレタ島を「自治政権」の下に置くことが決定された。これはオスマン帝国スルタンの宗主権の下で、ギリシアの王子ゲオルギオスを総督とするという案であった。しかしスルタン・アブデュルハミト2世は彼を総督として承認することを拒否したため、列強各国は1898年にゲオルギオス王子を高等弁務官という名称で任期3年の島の統治者に任命し、任期中にスルタンの承認を得ることとした。

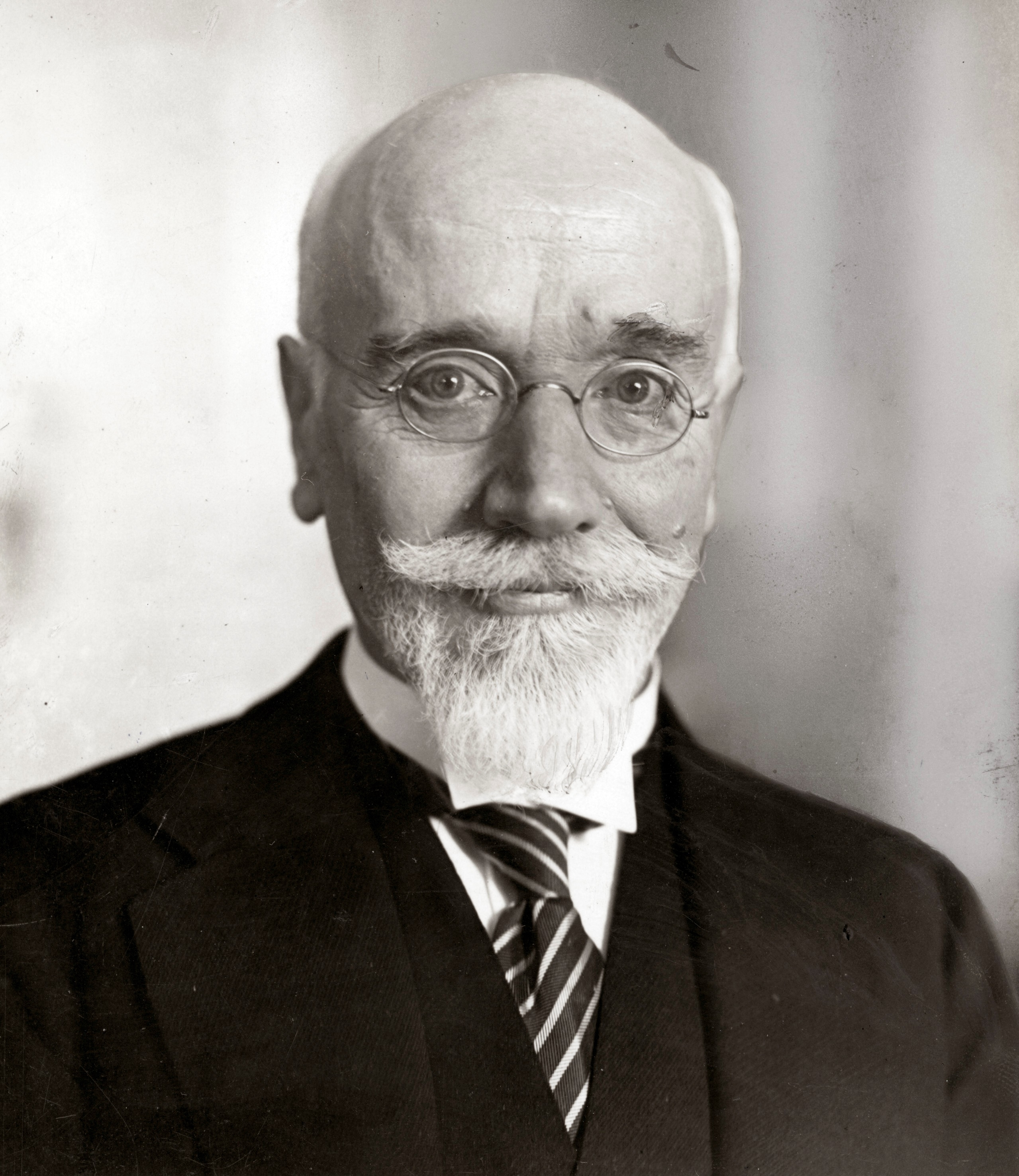
クレタ司法顧問、後にギリシア首相エレフテリオス・ヴェニゼロス

これはクレタ島のキリスト教徒たちに実質的にギリシアへの統合への道筋を開いたものと受け止められたため、クレタ島は急速に平静を取り戻した。しかし、1900年には列強が統合を拒否し、更に高等弁務官ゲオルギオスが統合への具体的な努力をしていないと見た司法顧問エレフテリオス・ヴェニゼロスが、ゲオルギオスと激しく対立してすぐに政治危機が再燃した。1905年、ヴェニゼロスはゲオルギオスのクレタ政府に対して革命を宣言し、側近の支持を得られなかったゲオルギオスは職を追われた。列強は現状維持方針を維持していたため、新たな高等弁務官として元ギリシア議会議長アレクサンドロス・ザイミスを立てた。
1908年、オスマン帝国のアブドゥルハミト2世に対して青年トルコ人革命が発生すると、これを奇貨としたヴェニゼロスは仲間と共にクーデターを起こし、10月12日にギリシアとの統合を宣言した。列強各国は既にクレタ島から撤退する方針を決定しており、これを阻止しようとはしなかったが、ギリシア政府に統合を認めないよう圧力をかけ続けた。ギリシア政府は国内の民族主義的高揚と列強各国およびオスマン帝国との板挟みにあって狼狽し、クレタ島の将来を列強の決定に委ねるという決定に逃げ道を求めたが、ギリシア国民の怒りに迎えられた。1909年には軍の離反によってギリシア政府が倒れ、事態打開のためにクレタ島からヴェニゼロスが召喚されてギリシア首相に就任した。
首相となった後のヴェニゼロスは強力な政治的手腕を発揮しギリシア政界で権力を確立する一方、クレタ島の領有問題に対してはむしろ消極的な姿勢を示した。これは十分な準備が整わないギリシア王国がクレタ島を巡る戦争に巻き込まれるのを防ぐためであったが、元々クレタ島の統合を巡る強硬派として頭角を現した彼が消極姿勢を継続するのは困難であった。ヴェニゼロスは軍事的解決を目指して陸海軍の強化に努め、セルビア、モンテネグロ、ブルガリア王国との間に同盟の網を巡らせた（バルカン同盟）。1911年の伊土戦争によってオスマン帝国の弱体が明らかとなると、各国がバルカン半島に残されたオスマン帝国の領土の分割を画策した。1912年10月8日（グレゴリオ暦）、モンテネグロとオスマン帝国が戦闘を開始し第一次バルカン戦争が勃発すると、バルカン同盟の各国はオスマン帝国に宣戦布告を行い、ギリシア政府もクレタ島の併合を宣言した後、これに続いた。
戦争は10月の末にはオスマン帝国の敗北が確実視される状況になり、国境線の変更を巡って列強各国が介入する事態となった。1912年12月には停戦が一時合意されたが、オスマン帝国はクーデターを起こしたエンヴェル・パシャの下で1913年1月に戦闘を再開し、更に悲惨な敗北の後、5月末に和平に合意した。
その後、戦後処理を巡ってブルガリアと他の各国が対立し間もなく第二次バルカン戦争が勃発した（1913年6月29日-8月10日、グレゴリオ暦）。ギリシア・セルビア・ルーマニア・オスマン帝国の攻撃を受けたブルガリアは敗退し、ギリシアは二度目のバルカン戦争でも戦勝国となった。二度のバルカン戦争を通じてギリシアは90パーセントもの領土拡大に成功し、クレタ島領有も確定した。

## 現代

### 二度の世界大戦とクレタ島

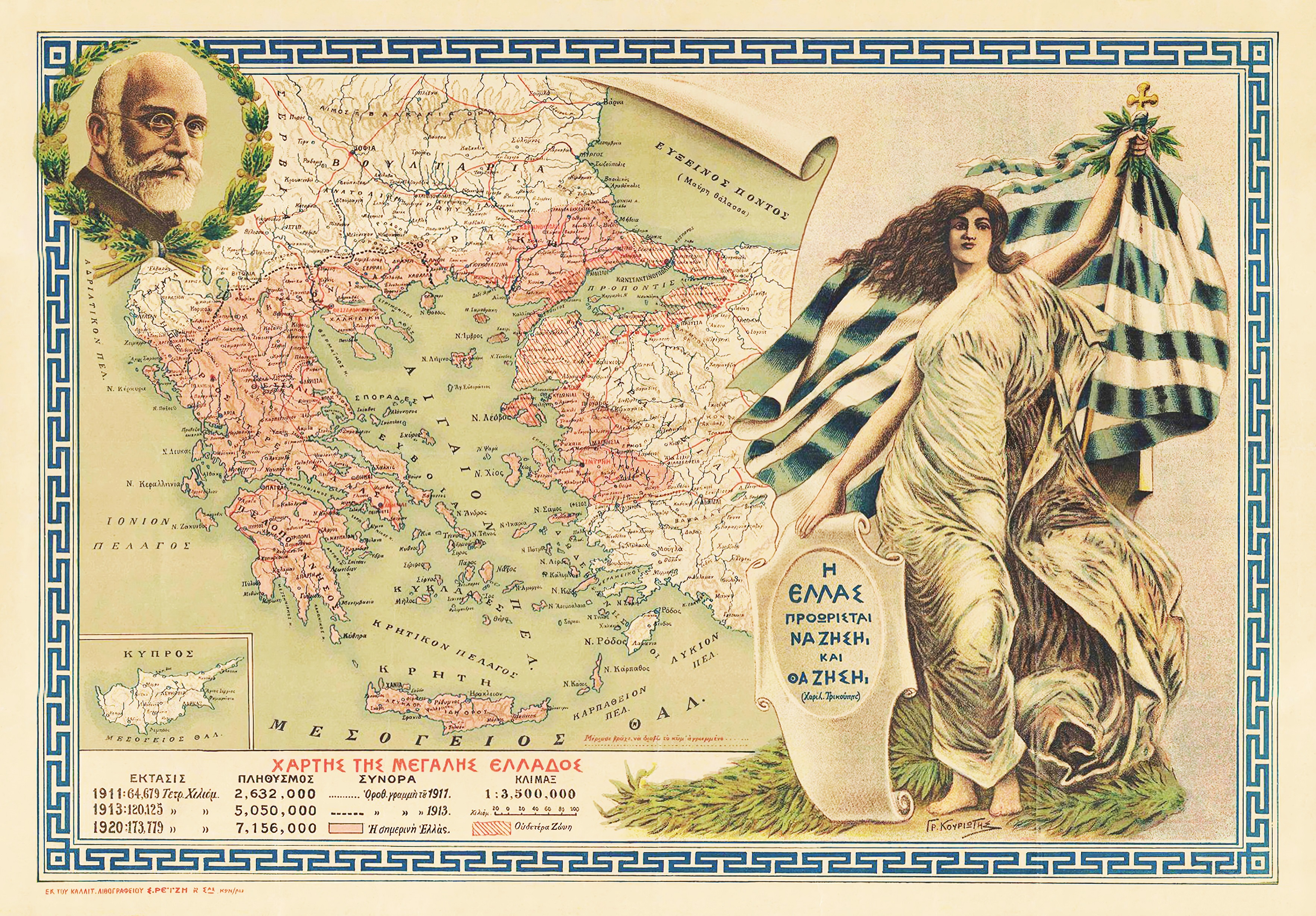
セーヴル条約によるギリシャ領（赤）および国際管理地（斜線部）。

ギリシアへの統合の後、クレタ島は4つの県（ノモス、西からハニア県、イラクリオン県、レシムノン県、ラシティ県）に分割され、アテネに任命された県知事がこれを統治した。クレタ島全体を統括する総督も置かれ、議会の補佐を受けた。
1914年6月28日（グレゴリオ暦）、サラエボ事件が発生し、イギリス・フランス・ロシア（三国協商）とドイツ・オーストリア＝ハンガリー二重帝国（三国同盟、イタリアは不参加）の間で第一次世界大戦が勃発すると、オスマン帝国は同年秋にドイツ側に立って参戦した。ギリシア内では協商側での参戦を主張するヴェニゼロスらと新ドイツ派の国王および軍が対立し、ヴェニゼロスが解任されるなど政局が混乱したが、1915年10月には協商側がギリシア領テッサロニキを占領するなど圧力をかけ、協商側の支援を受けたヴェニゼロスが1917年に政権を奪回した。同年中にギリシアは正式に協商側として参戦した。
第一次世界大戦は1918年に終結し、講和条約として、翌1919年にはドイツとの間にヴェルサイユ条約が、1920年にオスマン帝国との間にセーヴル条約が締結された。敗戦とセーヴル条約の屈辱的条項に反発したトルコ人たちはムスタファ・ケマルの下でオスマン帝国を廃し、新たな国民国家トルコ共和国の建国に向けて動き出した。ギリシアはセーヴル条約で獲得した小アジアの領土と更にそれ以上の成果を目指してオスマン帝国領へ侵攻したが、ケマル率いるトルコ軍によって撃退された（希土戦争）。その後、ギリシア王国とトルコ共和国の間で1923年1月に住民交換協定が締結され、国境は改めて締結されたローザンヌ条約（1923年）で確定した。この住民交換協定は当然クレタ島にも適用され、クレタ島のムスリムの大半が島を去った。彼らの多くはトルコ領に確定したイズミルに落ち着いた。こうして数世紀に渡るクレタ島のイスラーム社会は消滅した。

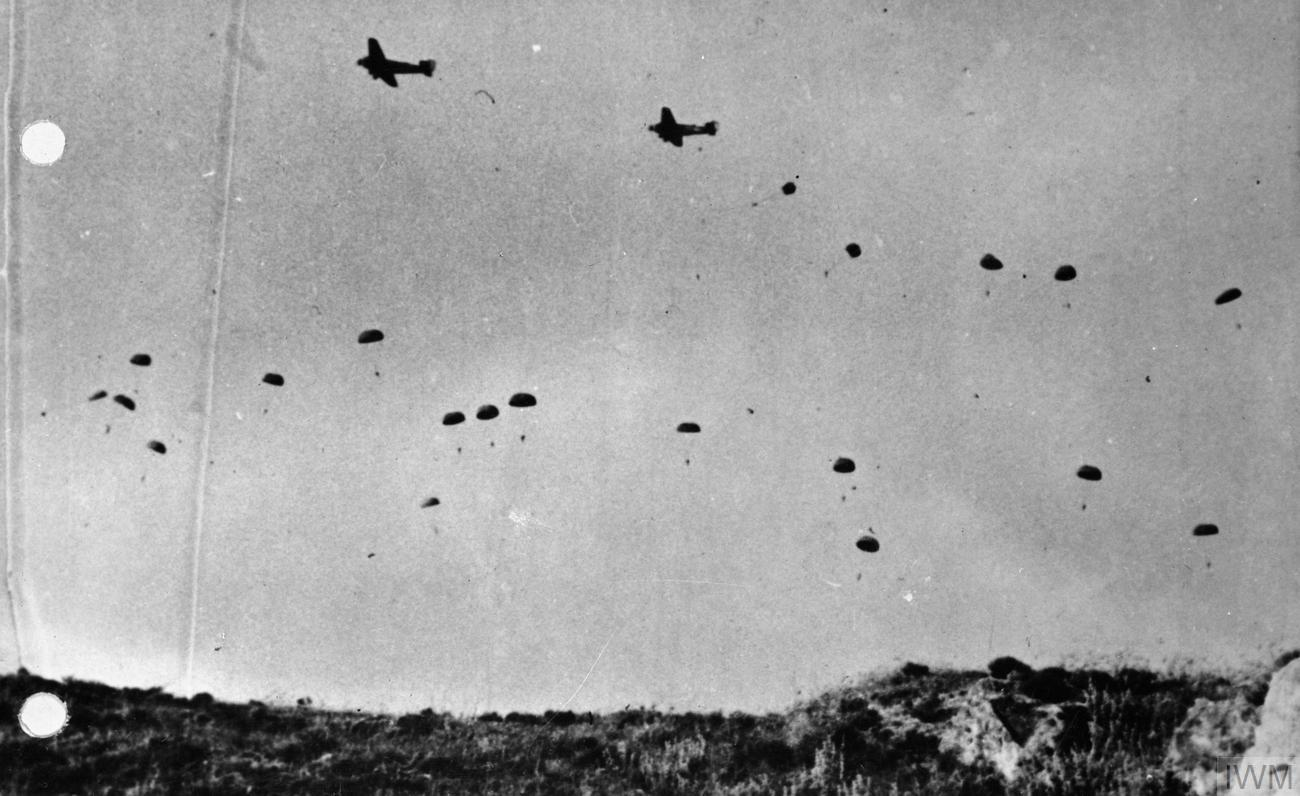
クレタ島におけるドイツ軍の空挺作戦

1939年にドイツがポーランドに侵攻して第二次世界大戦が勃発した後、ドイツはヨーロッパ全域に勢力を拡張しギリシアも1941年4月にはドイツ・イタリアの占領下に置かれた。イギリス首相ウィンストン・チャーチルはその地理的重要性からクレタ島を重視し、その確保に多大な関心を示した。クレタ島にはイギリス軍・オーストラリア軍・ニュージーランド軍が派遣され、ドイツ軍の侵攻に備えた。ドイツ軍は5月に大規模な空挺作戦によってクレタ島を攻撃し占領したが、大きな損失を出した（クレタ島の戦い）。クレタ島には10,000人を超えるギリシア軍もいたが無力であり、ドイツ軍の侵攻に対してほとんど役割を果たさなかった。占領された後、クレタ島ではレジスタンスが組織され、ギリシア本土の抵抗組織から代表が送り込まれた。クレタ島で活動したのはクレタ民族組織（EOK）と民族解放戦線（EAM）であり、山間部でドイツ軍と戦った。第二次世界大戦の間、クレタ島は多くの人口を失い、村落のうち6分の5が破壊され、ハニアとイラクリオンも戦災を受けた。

### 戦後のクレタ島
1945年に第二次世界大戦が終了した後、アメリカ合衆国を中心とする資本主義陣営（西側）とソヴィエト連邦を中心とする共産主義陣営（東側）による東西の冷戦構造が確立され、ギリシアはイギリスの暗躍もあってバルカン半島で唯一西側陣営に属した。戦後のクレタ島はギリシアの中でも低開発の地方として残された。乳幼児死亡率の低下とともに島の人口は急増したが、経済の発展はそれに追いつかず人口増加圧力は重い負担となった。農業も不振であり生産物・技術ともに旧態依然のまま改革はなされなかったが、工業化も不振であったため、なおクレタ島の主要産業は農業であり続け、オリーブオイルや干しブドウ、柚、アーモンド、イナゴマメ、バナナなどが主力商品としてヨーロッパやエジプトに輸出された。
ギリシアでは1970年代以降、観光ブームによって経済成長がもたらされ、クレタ島でも2000年代までにイギリス・ドイツ・北欧などからの観光客を主顧客とする観光業が発達した。クレタ島にはこの雇用を求めてバルカン諸国やアルバニアから移住者が流入し、人口増加はギリシア本土を上回るペースで進んだが、島内の貧富の格差や民族的緊張、さらには武器の流入などが課題となっている。

## 年表
| 西暦                      | 日付                    | 出来事 |
| ------------------------- | ----------------------- | --- |
| 前6000年頃                |                         | 人類の居住の確認 |
| 前1925/1900年頃（高編年） |                         | クノッソス等に大規模宮殿の建設（古宮殿時代）。ミノア文明の黎明。 |
| 前1750/1720年頃（高編年） |                         | 中期ミノアII期（MMII） の終わり頃、恐らく地震により各地の宮殿が崩壊し、新たな宮殿の再建（新宮殿時代）                                                                            |
| 前1435/1405頃（高編年）   |                         | ギリシア本土のミケーネ文化の影響強まる。 |
| 前1225年頃-前1190年頃     |                         | 前1200年のカタストロフ。ギリシア本土のミケーネ文明の衰亡。ヒッタイト、ウガリトなど東地中海各地で大規模な社会変動。                                                               |
| 前7世紀末                 |                         | クノッソスにおける居住の痕跡の一時消失。 |
| 前3世紀                   |                         | クレタ島における傭兵・海賊活動の活発化。 |
| 前221年                   |                         | リュットス戦争（-前219）、クノッソスがほとんどクレタ島全域に勢力を拡張し、服属を拒んだリュットスを攻撃。結果的にクノッソスの支配下にあった他ポリスが離反。                       |
| 前217年                   | 7月22日                 | プトレマイオス朝とセレウコス朝がパレスチナのラフィアで戦う（第4次シリア戦争、ラフィアの戦い）。両軍に数千名のクレタ傭兵が参加。                                                  |
| 前74年                    |                         | ローマ軍がマルクス・アントニウス・クレティクスの指揮でクレタ島を攻撃するが敗れる。                                                                                               |
| 前67年                    |                         | ローマがクィントゥス・カエキリウス・メテッルス・クレティクスの指揮でクレタ島を征服。クレタ・キュレナイカ属州の設置。                                                             |
| 1世紀前半                 |                         | 聖パウロおよび聖ティトゥスによる伝道。クレタ島にキリスト教が伝わる。 |
| 298年                     |                         | キュレナイカと分離され、単独のクレタ属州となりモエシア管区に属する。 |
| 365年                     | 7月21日                 | クレタ地震。クレタ島の全域で都市が破壊される。また大規模な津波が発生した。 |
| 395年                     |                         | ローマ帝国の東西分割。クレタ島は東ローマ帝国（ビザンツ帝国）に所属する。 |
| 732年頃                   |                         | ビザンツ皇帝レオン3世、クレタ島の管轄をローマ教皇庁からコンスタンティノープル総主教庁に移す。                                                                                    |
| 820年代                   |                         | アンダルスから到来したアラブ人がクレタ島を征服。ハンダクス（現：イラクリオン）を建設し独立政権を形成する（イスラーム期のクレタ）。                                               |
| 961年                     |                         | ニケフォロス・フォカスが指揮する遠征によってビザンツ帝国がクレタ島を再征服。 |
| 1204年                    |                         | 第4回十字軍がコンスタンティノープルを占領。ビザンツ帝国が一時滅亡しラテン帝国が成立。                                                                                            |
| 1212年                    |                         | ヴェネツィア共和国がジェノヴァとの争いを制し、クレタ島をほぼ制圧する（ヴェネツィア領クレタ）。アギオステファノス家の反乱が発生。                                                 |
| 1228年                    |                         | ヴェネツィアに対する反乱が発生。ニカイア帝国皇帝ヨハンネス3世が艦隊をクレタ島へ派遣。                                                                                            |
| 1282年                    |                         | アレクシオス・カレルギスの反乱（1299年に和平）。 |
| 1363年                    | 8月8日                  | サン・ティートの反乱（聖ティトゥスの反乱）。クレタ島のヴェネツィア人入植者とギリシア人が共にヴェネツィア本国から離反。                                                           |
| 1453年                    |                         | コンスタンティノープルの陥落。ビザンツ帝国がオスマン帝国に滅ぼされる。 |
| 1645年                    |                         | クレタ戦争 (1645年-1669年)開始。オスマン帝国がクレタ島に侵攻（1669年にヴェネツィアが降伏し、クレタ島から撤退。オスマン帝国領クレタ）                                             |
| 1768年                    |                         | 露土戦争（1768年-1774年）。戦争の最中クレタ島でロシア帝国の扇動によってオスマン帝国に対する反乱が発生。                                                                          |
| 1821年                    | 3月26日（グレゴリオ暦） | ギリシア独立戦争勃発。クレタ島でも「ギリシア人」（キリスト教徒）の蜂起が発生。                                                                                                   |
| 1830年                    |                         | オスマン帝国スルタン・マフムト2世、クレタ島の行政権をエジプト総督（ワーリー）ムハンマド・アリーに与える。                                                                        |
| 1832年                    |                         | コンスタンティノープル条約。オスマン帝国からのギリシア独立が承認される。 |
| 1839年                    |                         | 第2次エジプト・トルコ戦争 (1839年-1841年)。イギリスの介入によりエジプト敗退しクレタ島の行政権がオスマン帝国に回収される。                                                        |
| 1866年                    |                         | クレタ島で大規模な蜂起。オスマン帝国及びムハンマド・アリー朝の総督（ワーリー）イスマーイール・パシャ、クレタ島に出兵。                                                           |
| 1878年                    |                         | ベルリン会議。クレタ島のキリスト教徒とムスリムの地位上の各差を縮めるハレパ協定がイギリスの仲介で締結される。                                                                     |
| 1897年                    |                         | クレタ島の騒乱を機にギリシアがクレタ島に出兵。列強各国が撤兵を要求してクレタ島を封鎖し、ギリシア軍撤退。ギリシア王子ゲオルギオスがクレタ高等弁務官としてクレタ島の施政権を握る。 |
| 1905年                    |                         | クレタ司法顧問エレフテリオス・ヴェニゼロスら、ゲオルギオスを高等弁務官職から追う。                                                                                               |
| 1908年                    |                         | オスマン帝国で青年トルコ人革命。ヴェニゼロスら、クレタ島のギリシアとの統合を宣言。                                                                                               |
| 1912年                    | 10月18日                | 第1次バルカン戦争開始（-1913年5月）。 |
| 1913年                    | 6月29日                 | 第2次バルカン戦争。2度のバルカン戦争を通じ、ギリシア王国がクレタ島の完全な領有権を獲得する。                                                                                     |
| 1919年                    |                         | ギリシアとトルコ共和国の戦争（希土戦争、-1922年）。ギリシア敗れ小アジア側の領土を喪失する。                                                                                      |
| 1923年                    | 1月30日                 | ギリシアとトルコの間で住民交換協定締結。クレタ島のムスリムコミュニティの消滅。                                                                                                   |
| 1941年                    | 5月20日                 | 第2次世界大戦において、ナチス・ドイツ軍がクレタ島に侵攻（クレタ島の戦い）。これを制圧する。                                                                                      |
| 1945年                    | 5月7日                  | ドイツ降伏。ヨーロッパにおける第2次世界大戦終結し、クレタ島はギリシアに復帰。 |